# Liste des chevaliers de l'ordre de l'Aigle noir
L’Ordre de l’Aigle noir (en allemand : Hohe Orden vom Schwarzen Adler ou plus couramment Schwarzer Adlerorden) a été fondé le 17 janvier 1701 par le roi Frédéric Ier.

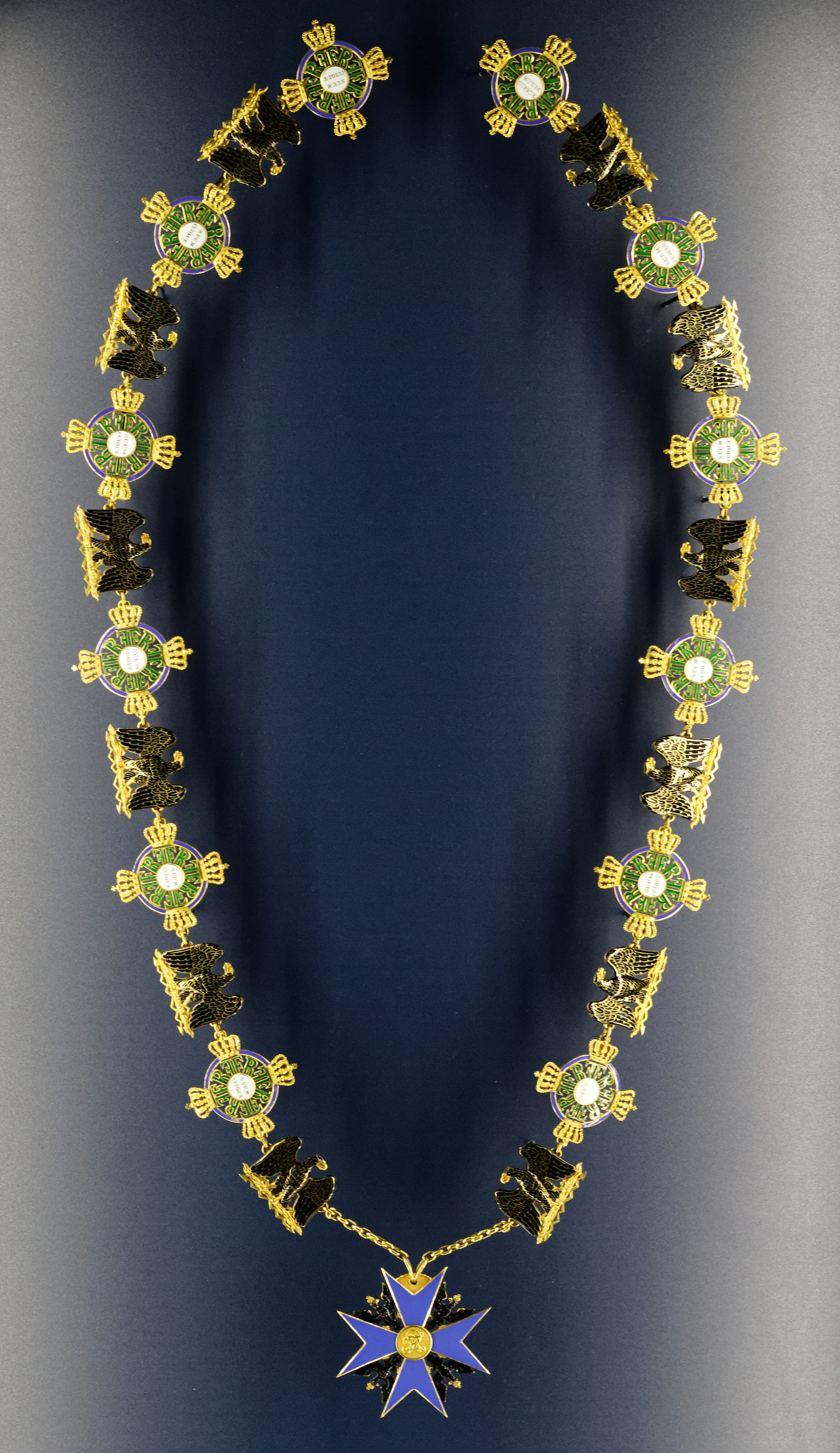

Ci-dessous se trouve la liste des membres de l'ordre, c’est-à-dire les Chevaliers de l'Ordre de l'Aigle noir.
| Légende : N° = numéro de brevet ; Portrait = portrait du titulaire ; Vie = dates de vie ; Date = date d'investiture ; Notes = dev. est l'abréviation de devient. ███ Princes héritiers. ███ Membres de la famille royale puis impériale prussienne. | ███ Dignitaires étrangers. Ils sont chevaliers surnuméraires. |

## Liste des chevaliers de l'Ordre de l'Aigle noir
| N°  | Portrait | Nom                                                                | Vie             | Date                                              | Notes |
| --- | -------- | ------------------------------------------------------------------ | --------------- | ------------------------------------------------- | --- |
| 1   |          | Frédéric Ier                                                       | 1657-1713       | 17 janvier 1701                                   | Roi en Prusse |
| 2   |          | Prince héritier Frédéric-Guillaume                                 | 1688-1740       | 17 janvier 1701                                   | Prince héritier de Prusse dev. Roi en Prusse |
| 3   |          | Prince Philippe-Guillaume de Brandebourg-Schwedt                   | 1669-1711       | 17 janvier 1701                                   | Prince de Prusse Margrave de Brandebourg-Schwedt |
| 4   |          | Prince Albert-Frédéric de Brandebourg-Schwedt                      | 1672-1731       | 17 janvier 1701                                   | Prince de Prusse Margrave de Brandebourg-Schwedt |
| 5   |          | Prince Christian-Louis de Brandebourg-Schwedt                      | 1677-1743       | 17 janvier 1701                                   | Prince de Prusse Margrave de Brandebourg-Schwedt |
| 6   |          | Jean de Wartenberg, comte de Wartenberg                            | 1643-1712       | 17 janvier 1701                                   | Ministre-principal de Prusse |
| 7   |          | Frédéric III                                                       | 1692-1711       | 17 janvier 1701                                   | Duc de Courlande-Sémigalie |
| 8   |          | Duc héritier Frédéric-Louis de Schleswig-Holstein-Sonderbourg-Beck | 1653-1728       | 17 janvier 1701                                   | Duc héritier de Schleswig-Holstein-Sonderbourg-Beck dev. Duc de Schleswig-Holstein-Sonderbourg-Beck |
| 9   |          | Albert de Barfus, comte de Barfus                                  | 1635-1704       | 17 janvier 1701                                   | Maréchal-général |
| 10  |          | Alexandre de Dohna-Schlobitten, comte de Dohna-Schlobitten         | 1661-1728       | 17 janvier 1701                                   | Maréchal-général |
| 11  |          | Charles de Wylich-Lottum, comte de Wylich-Lottum                   | 1650-1719       | 17 janvier 1701                                   | Maréchal-général |
| 12  |          | Otto de Perbandt                                                   | 1635-1706       | 17 janvier 1701                                   | Maréchal-général |
| 13  |          | Christophe de Rauschke                                             | 1652-1725       | 17 janvier 1701                                   | |
| 14  |          | Georges de Creytzen                                                | 1639-1710       | 17 janvier 1701                                   | Chancelier de Prusse |
| 15  |          | Adam de Wallenrodt                                                 | 1644-1711       | 17 janvier 1701                                   | Maréchal-général |
| 16  |          | Christophe Ier de Dohna-Schlodien, comte de Dohna-Schlodien        | 1665-1733       | 17 janvier 1701                                   | Général d'armée |
| 17  |          | Otto de Dönhoff, comte de Dönhoff                                  | 1665-1717       | 17 janvier 1701                                   | Lieutenant-général |
| 18  |          | Julius de Tettau                                                   | 1644-1711       | 17 janvier 1701                                   | Général d'armée |
| 19  |          | Guillaume de Bülow, baron de Bülow                                 | 1664-1737       | 17 janvier 1701                                   | Ministre d'État |
| 20  |          | Jean de Tettau, baron de Tettau                                    | 1650-1713       | 17 janvier 1701                                   | Lieutenant-général |
| 21  |          | Otto de Schwerin, comte de Schwerin                                | 1645-1705       | 12 juillet 1701                                   | Conseiller privé |
| 22  |          | François du Hamel, marquis du Hamel                                | 1636-1704       | 19 janvier 1702                                   | Lieutenant-général |
| 23  |          | Alexandre de Wartensleben, comte de Wartensleben                   | 1650-1734       | 2 septembre 1702                                  | Gouverneur de Berlin Maréchal-général |
| 24  |          | Léopold Ier                                                        | 1676-1747       | 17 janvier 1703                                   | Prince d'Anhalt-Dessau Maréchal-général |
| 25  |          | Comte Auguste de Sayn-Wittgenstein-Hohenstein                      | 1663-1735       | 17 janvier 1703                                   | Comte de Sayn-Wittgenstein-Hohenstein |
| 26  |          | Christian-Ernest                                                   | 1644-1712       | mars 1703                                         | Margrave de Brandebourg-Bayreuth Maréchal-général |
| 27  |          | Guillaume-Frédéric                                                 | 1686-1723       | 1703                                              | Margrave de Brandebourg-Ansbach Maréchal-général |
| 28  |          | Landgrave héritier Frédéric de Hesse-Cassel                        | 1676-1751       | 1703                                              | Landgrave héritier de Hesse-Cassel Lieutenant-général dev. Landgrave de Hesse-Cassel dev. Roi de Suède |
| 29  |          | Jean de Thüngen, baron de Thüngen                                  | 1648-1709       | mars 1704                                         | Maréchal-général |
| 30  |          | Margrave Christian-Henri de Brandebourg-Culmbach                   | 1661-1708       | 1704                                              | Margrave de Brandebourg-Culmbach |
| 31  |          | Maurice-Guillaume                                                  | 1664-1718       | 1704                                              | Duc de Saxe-Zeitz |
| 32  |          | Philippe-Reinhard                                                  | 1664-1712       | 3 janvier 1705                                    | Comte de Hanau-Münzenberg |
| 33  |          | Prince Frédéric-Guillaume de Brandebourg-Schwedt                   | 1700-1771       | 1705                                              | Prince de Prusse Margrave de Brandebourg-Schwedt |
| 34  |          | Prince Frédéric-Charles de Brandebourg-Schwedt                     | 1704-1707       | 1705                                              | Prince de Prusse Margrave de Brandebourg-Schwedt |
| 35  |          | Louis de Printzen, baron de Printzen                               | 1675-1725       | 18 janvier 1706                                   | Maréchal-général |
| 36  |          | Frédéric de Wittenhorst-Sonsfeld, baron de Wittenhorst-Sonsfeld    | 1645-1711       | 18 janvier 1706                                   | Lieutenant-général |
| 37  |          | Jean de Bieberstein                                                | 1670-1736       | 18 janvier 1706                                   | Maréchal-général |
| 38  |          | Paul de Kameke                                                     | 1674-1717       | 18 janvier 1706                                   | Ministre d'État Général de division Grand maître de la Garde-robe dev. Grand-chambellan dev. Grand-maître de la Maison royale                                                                                         |
| 39  |          | Margrave héritier Georges-Guillaume de Brandebourg-Bayreuth        | 1678-1726       | mars 1706                                         | Margrave héritier de Brandebourg-Bayreuth Lieutenant-général dev. Margrave de Brandebourg-Bayreuth |
| 40  |          | Frédéric-Guillaume                                                 | 1663-1735       | 9 novembre 1706                                   | Prince de Hohenzollern-Hechingen Maréchal-général |
| 41  |          | Comte Guillaume de Solms-Braunfels                                 | 1651-1724       | 25 avril 1707                                     | Comte de Solms-Braunfels |
| 42  |          | Prince Charles-Frédéric-Albert de Brandebourg-Schwedt              | 1705-1762       | 13 juillet 1707                                   | Prince de Prusse Margrave de Brandebourg-Schwedt |
| 43  |          | Prince Frédéric-Louis de Prusse                                    | 1707-1708       | 23 novembre 1707                                  | Prince de Prusse |
| 44  |          | Jean-Guillaume                                                     | 1666-1729       | avril 1708                                        | Duc de Saxe-Eisenach |
| 45  |          | Prince Alexandre Menchikov                                         | 1673-1729       | 19 octobre 1709                                   | Prince du Saint-Empire Généralissime |
| 46  |          | Eberhard-Louis IV                                                  | 1676-1733       | 1709                                              | Duc de Wurtemberg |
| 47  |          | Guillaume II                                                       | 1670-1724       | 1710                                              | Prince de Nassau-Dillenbourg |
| 48  |          | Prince Frédéric-Guillaume de Prusse                                | 1710-1711       | 16 août 1710                                      | Prince de Prusse |
| 49  |          | Margrave Georges-Frédéric de Brandebourg-Culmbach                  | 1726-1735       | 17 janvier 1711                                   | Margrave de Brandebourg-Culmbach |
| 50  |          | Ernest de Kameke                                                   | 1674-1726       | 17 janvier 1711                                   | Général d'armée |
| 51  |          | Alexandre de Spaen, baron de Spaen                                 | 1669-1745       | juin 1711                                         | Major-général |
| 52  |          | Frédéric-Adolphe                                                   | 1667-1718       | 14 août 1711                                      | Comte de Lippe-Detmold |
| 53  |          | Frédéric de Syberg                                                 | 1656-1729       | janvier 1712                                      | Major-général |
| 54  |          | Prince Frédéric de Prusse                                          | 1712-1786       | 24 janvier 1712                                   | Prince de Prusse dev. Roi en Prusse |
| 55  |          | Samuel de Hertefeldt, baron de Hertefeldt                          | 1664-1730       | 11 juillet 1712                                   | Ministre d'État Conseiller privé |
| 56  |          | Frédéric Guillaume de Schwerin, comte de Schwerin                  | 1678-1727       | 11 juillet 1712                                   | Maréchal de la cour Chambellan |
| 57  |          | Prince Henri-Frédéric de Brandebourg-Schwedt                       | 1709-1788       | 20 juillet 1712                                   | Prince de Prusse Margrave de Brandebourg-Schwedt |
| 58  |          | Jean-Reinhard III                                                  | 1665-1736       | 5 décembre 1712                                   | Comte de Hanau-Lichtenberg |
| 59  |          | Georges de Görtz, baron de Schlitz                                 | 1668-1719       | 29 octobre 1713                                   | Comte de Hanau-Lichtenberg |
| 60  |          | Dubislav de Natzmer                                                | 1654-1739       | 1714                                              | Maréchal-général |
| 61  |          | Georges d'Arnim                                                    | 1651-1734       | 24 mai 1715                                       | Maréchal-général |
| 62  |          | Jean de Heyden, baron de Heyden                                    | 1656-1730       | mai 1715                                          | Général d'armée |
| 63  |          | Prince Frédéric de Brandebourg-Schwedt                             | 1700-1741       | octobre 1715                                      | Prince de Prusse Margrave de Brandebourg-Schwedt |
| 64  |          | Hans de Katte, comte de Katte                                      | 1681-1741       | décembre 1715                                     | Maréchal-général |
| 65  |          | Prince Georges-Charles de Hesse-Cassel                             | 1691-1755       | octobre 1716                                      | Prince de Hesse-Cassel Major-général |
| 66  |          | Ernest-Louis Ier                                                   | 1672-1724       | octobre 1716                                      | Duc de Saxe-Meiningen |
| 67  |          | Frédéric d'Uslar                                                   | 1681-1721       | octobre 1716                                      | Major-général |
| 68  |          | Duc héritier Frédéric-Louis de Wurtemberg                          | 1698-1731       | 2 décembre 1716                                   | Duc héritier de Wurtemberg dev. Duc de Wurtemberg |
| 69  |          | Frédéric de Grävenitz, comte de Grävenitz                          | 1679-1754       | 2 décembre 1716                                   | Ministre-principal de Wurtemberg Lieutenant-général |
| 70  |          | Prince Louis-Charles de Prusse                                     | 1717-1719       | 1er mai 1717                                      | Prince de Prusse |
| 71  |          | Prince héritier Guillaume-Gustave d'Anhalt-Dessau                  | 1699-1737       | 1719                                              | Prince héritier d'Anhalt-Dessau Lieutenant-général |
| 72  |          | Prince Frédéric-Guillaume de Brandebourg-Schwedt                   | 1714-1744       | mai 1719                                          | Prince de Prusse Margrave de Brandebourg-Schwedt |
| 73  |          | Jean de Buttlar, comte de Buttlar                                  | 1685-1731       | mai 1719                                          | Major-général |
| 74  |          | Jean de Görtz, baron de Schlitz                                    | 1683-1747       | 1720                                              | Maréchal de la cour Chambellan |
| 75  |          | Christian-Auguste                                                  | 1690-1747       | 24 mai 1721                                       | Princ d'Anhalt-Dornbourg Major-général dev. Prince d'Anhalt-Zerbst |
| 76  |          | Pierre de Blanckensee                                              | 1659-1734       | 24 mai 1721                                       | Lieutenant-général |
| 77  |          | Comte Alexandre Golovkine                                          | 1688-1760       | 6 novembre 1721                                   | Comte Golovkine |
| 78  |          | Christian-Ernest                                                   | 1691-1771       | 18 novembre 1721                                  | Comte de Stolberg-Wernigerode |
| 79  |          | Victor II                                                          | 1700-1765       | 1722                                              | Prince d'Anhalt-Bernbourg |
| 80  |          | Reinhard de Hompesch, comte de Hompesch-Rurich                     | 1673-1733       | 1722                                              | Maréchal-général |
| 81  |          | Gustave de Mardefeld, baron de Mardefeld                           | 1664-1729       | août 1722                                         | Président de la Chambre du Brandebourg Chambellan |
| 82  |          | Prince Auguste-Guillaume de Prusse                                 | 1722-1758       | août 1722                                         | Prince de Prusse Général d'armée dev. Prince héritier de Prusse |
| 83  |          | Comte héritier Albert-Wolfgang de Schaumbourg-Lippe                | 1699-1748       | mars 1723                                         | Comte héritier de Schaumbourg-Lippe Lieutenant-général dev. Comte de Schaumbourg-Lippe |
| 84  |          | Duc héritier Guillaume-Henri de Saxe-Eisenach                      | 1691-1741       | 3 juin 1723                                       | Duc héritier de Saxe-Eisenach dev. Duc de Saxe-Eisenach |
| 85  |          | Prince héritier Léopold d'Anhalt-Dessa                             | 1700-1751       | juillet 1724                                      | Prince héritier d'Anhalt-Dessau Maréchal-général dev. Prince d'Anhalt-Dessau |
| 86  |          | Albert Finck von Finckenstein, comte de Finckenstein               | 1660-1735       | 1724                                              | Maréchal-général |
| 87  |          | Adrien de Borcke                                                   | 1668-1741       | août 1725                                         | Maréchal-général |
| 88  |          | Prince Henri de Prusse                                             | 1726-1802       | janvier 1726                                      | Prince de Prusse Lieutenant-général |
| 89  |          | Thierry de Tettau                                                  | 1654-1730       | juin 1726                                         | Ministre de la Guerre de Prusse |
| 90  |          | Jean de Schulenbourg, comte de Schulenbourg                        | 1661-1747       | novembre 1726                                     | Maréchal-général |
| 91  |          | Charles-Guillaume                                                  | 1712-1757       | 16 juin 1727                                      | Margrave de Brandebourg-Ansbach |
| 92  |          | Duc héritier Charles de Brunswick-Wolfenbüttel                     | 1713-1780       | juin 1727                                         | Duc héritier de Brunswick-Lunebourg Prince héritier de Brunswick-Wolfenbüttel dev. Duc de Brunswick-Lunebourg dev. Prince de Brunswick-Wolfenbüttel                                                                   |
| 93  |          | Duc Louis-Ernest de Brunswick-Wolfenbüttel                         | 1718-1788       | juin 1727                                         | Duc de Brunswick-Lunebourg Maréchal-général |
| 94  |          | Frédéric-Auguste Ier                                               | 1670-1733       | mai 1728                                          | Roi de Pologne Prince-électeur de Saxe |
| 95  |          | Rodolphe de Seyffertitz, baron de Seyffertitz                      | 1664-1740       | août 1728                                         | Conseiller privé |
| 96  |          | David de Gersdorf                                                  | 1658-1732       | 1728                                              | Lieutenant-général |
| 97  |          | André Osterman, comte d'Osterman                                   | 1686-1747       | avril 1730                                        | Amiral de la flotte |
| 98  |          | Reinhold de Löwenwolde, comte de Löwenwolde                        | 1693-1758       | mai 1730                                          | Général d'armée |
| 99  |          | Prince Auguste-Ferdinand de Prusse                                 | 1730-1813       | mai 1730                                          | Prince de Prusse Général d'armée |
| 100 |          | Henri de Brühl, comte de Brühl                                     | 1700-1763       | 25 juin 1730                                      | Ministre-principal de Saxe |
| 101 |          | Margrave héritier Frédéric de Brandebourg-Bayreuth                 | 1711-1763       | 6 mars 1731                                       | Margrave héritier de Brandebourg-Bayreuth Maréchal-général dev. Margrave de Brandebourg-Bayreuth |
| 102 |          | Curt de Schwerin, comte de Schewrin                                | 1684-1757       | 30 mai 1731                                       | Maréchal-général |
| 103 |          | Comte Alexandre-Louis de Sayn-Wittgenstein-Berlebourg              | 1694-1768       | août 1731                                         | Comte de Sayn-Wittgenstein-Berlebourg |
| 104 |          | Jacob de Bechefer                                                  | 1661-1731       | août 1731                                         | Lieutenant-général |
| 105 |          | Gustave de Gotter, comte de Gotter                                 | 1692-1762       | septembre 1731                                    | |
| 106 |          | Christophe de Seckendorff, baron de Seckendorff                    | 1679-1759       | 15 février 1732                                   | Lieutenant-général |
| 107 |          | Christophe de Degenfeld-Schonbourg, comte de Degenfeld-Schonbourg  | 1689-1762       | octobre 1732                                      | Lieutenant-général |
| 108 |          | Frédéric-Guillaume II                                              | 1687-1749       | octobre 1732                                      | Duc de de Schleswig-Holstein-Sonderbourg-Beck |
| 109 |          | Frédéric-Auguste II                                                | 1696-1763       | 1733                                              | Prince-électeur de Saxe dev. Roi de Pologne |
| 110 |          | Erhard de Röder                                                    | 1665-1743       | février 1734                                      | Ministre de la Guerre de Prusse Maréchal-général |
| 111 |          | Otto de Schwerin, comte de Schwerin                                | 1684-1755       | 1735                                              | Maréchal de la cour Chambellan |
| 112 |          | Caspar de Glasenapp                                                | 1664-1747       | 1735                                              | Maréchal-général |
| 113 |          | Comte Frédéric de Wied-Neuwied                                     | 1684-1837       | avril 1736                                        | Comte de Wied-Neuwied |
| 114 |          | Frédéric de Tettau                                                 | 1664-1748       | juillet 1736                                      | Ministre d'État Conseiller privé |
| 115 |          | Philippe de Grumbkow                                               | 1684-1752       | 1er septembre 1736                                | Maréchal-général |
| 116 |          | Reinhard de Reede, baron de Reede de Ginkel                        | 1678-1747       | août 1738                                         | Major-général |
| 117 |          | Henri de la Marwitz                                                | 1680-1744       | 26 février 1739                                   | Lieutenant-général |
| 118 |          | Johann de Lesgewang                                                | 1681-1760       | juillet 1739                                      | Ministre d'État Conseiller privé |
| 119 |          | Louis de Blumenthal                                                | 1691-1760       | juillet 1739                                      | Ministre de la Guerre de Prusse |
| 120 |          | Guillaume de Buddenbrock, baron de Buddenbrock                     | 1672-1757       | août 1739                                         | Maréchal-général |
| 121 |          | Frédéric de Görne                                                  | 1670-1745       | août 1739                                         | Ministre d'État Conseiller privé |
| 122 |          | Casimir de Wartenberg, comte de Wartenberg                         | 1699-1772       | 1739                                              | Major-général |
| 123 |          | Comte Henri XXV Reuss de Gera                                      | 1681-1748       | janvier 1740                                      | Comte de Reuss-Gera |
| 124 |          | Frédéric de Schwerin, comte de Schwerin                            | 1674-1747       | 12 juin 1740                                      | Ministre de la Guerre de Prusse |
| 125 |          | Adam de Flanss                                                     | 1664-1748       | juin 1740                                         | Maréchal-général |
| 126 |          | Adolphe de la Schulenbourg, comte de Schulenbourg                  | 1685-1741       | juin 1740                                         | Lieutenant-général |
| 127 |          | Georges de Schlieben, comte de Schlieben                           | 1676-1748       | juin 1740                                         | Ministre d'État Conseiller privé |
| 128 |          | Arnold de Waldow                                                   | 1672-1743       | 19 juillet 1740                                   | Lieutenant-général |
| 129 |          | Margrave héritier Charles-Alexandre de Brandebourg-Ansbach         | 1736-1806       | 16 août 1740                                      | Margrave héritier de Brandebourg-Ansbach dev. Margrave de Brandebourg-Ansbach dev. Margrave de Brandebourg-Bayreuth                                                                                                   |
| 130 |          | Marie-Auguste de Tour et Taxis                                     | 1706-1756       | octobre 1740                                      | Duchesse de Wurtemberg Régente de Wurtemberg |
| 131 |          | Henning de Kleist                                                  | 1677-1749       | 14 avril 1741                                     | Maréchal-général |
| 132 |          | Christophe de Kalckstein                                           | 1682-1759       | 9 mai 1741                                        | Maréchal-général |
| 133 |          | Joachim de Jeetze                                                  | 1673-1752       | 6 juin 1741                                       | Maréchal-général |
| 134 |          | Hans de Schöenaich, 1er prince de Carolath-Beuthen                 | 1689-1763       | août 1741                                         | Ministre d'État Conseiller privé |
| 135 |          | Prince Thierry d'Anhalt-Dessau                                     | 1702-1769       | 26 octobre 1741                                   | Prince d'Anhalt-Dessau Maréchal-général |
| 136 |          | Henri de Podewils, comte de Podewils                               | 1696-1760       | 5 novembre 1741                                   | Ministre de la Guerre de Prusse |
| 137 |          | Otto de Beess, comte de Beess                                      | 1690-1761       | 7 novembre 1741                                   | Maréchal de la cour Chambellan |
| 138 |          | Léo Henckel de Donnersmarck, comte de Donnersmarck                 | 1691-1771       | 7 novembre 1741                                   | |
| 139 |          | Conrad de Hochberg, comte de Hochberg                              | 1682-1742       | 7 novembre 1741                                   | |
| 140 |          | Jean Wenzel de Nostitz, comte de Nostitz-Rieneck                   | 1673-1751       | 7 novembre 1741                                   | |
| 141 |          | Charles-Albert de Roedern, baron de Krappitz                       | 1704-1766       | 7 novembre 1741                                   | Ministre d'État |
| 142 |          | Egidius de Sydow                                                   | 1669-1749       | 7 novembre 1741                                   | Général d'armée |
| 143 |          | Hans-Henri III de Hochberg, comte de Hochberg                      | 1675-1743       | 29 décembre 1741                                  | |
| 144 |          | Samuel de Schmettau, comte de Schmettau                            | 1684-1751       | janvier 1742                                      | Maréchal-général |
| 145 |          | Frédéric de Rothenbourg, comte de Rothenbourg                      | 1710-1751       | 17 mai 1742                                       | Lieutenant-général |
| 146 |          | Frédéric de Bredow                                                 | 1683-1759       | 17 mai 1742                                       | Général d'armée |
| 147 |          | Frédéric de Gessler, comte de Gessler                              | 1688-1762       | 24 mai 1742                                       | Maréchal-général |
| 148 |          | Joachim de Maltzan, comte de Maltzan                               | 1706-1786       | 6 juillet 1742                                    | Lieutenant-général |
| 149 |          | Duc Ferdinand de Brunswick-Lunebourg                               | 1721-1792       | 30 juillet 1742                                   | Duc de Brunswick-Lunebourg Maréchal-général |
| 150 |          | Frédéric de Dossow                                                 | 1669-1758       | octobre 1742                                      | Maréchal-général |
| 151 |          | Comte Michel Vorontsov                                             | 1714-1767       | novembre 1742                                     | Comte Vorontsov Chancelier de Russie |
| 152 |          | Auguste-Louis                                                      | 1697-1755       | novembre 1742                                     | Prince d'Anhalt-Köthen Lieutenant-général |
| 153 |          | Élisabeth Ier                                                      | 1709-1762       | février 1743                                      | Impératrice de Russie |
| 154 |          | Louis de Münchow, comte de Münchow                                 | 1709-1753       | 25 mars 1743                                      | Ministre d'État Conseiller privé |
| 155 |          | Charles Henckel de Donnersmarck, comte de Donnersmarck             | 1688-1760       | 27 mars 1743                                      | |
| 156 |          | Joseph de Schlegenberg, comte de Schlegenberg                      | 1690-1768       | 27 mars 1743                                      | |
| 157 |          | Philippe de Sinzendorf, comte de Sinzendorf                        | 1699-1747       | 7 mai 1743                                        | Cardinal Prince-évêque de Breslau |
| 158 |          | Adam de Wreech                                                     | 1689-1746       | janvier 1744                                      | Lieutenant-général |
| 159 |          | Christian de Linger                                                | 1669-1755       | 4 février 1744                                    | Général d'armée |
| 160 |          | Hans de Lehwaldt                                                   | 1685-1768       | 4 février 1744                                    | Maréchal-général |
| 161 |          | Comte Charles-Gustave de Tessin                                    | 1695-1770       | 13 juillet 1744                                   | Comte de Tessin |
| 162 |          | Frédéric Truchsess de Waldbourg, comte de Waldbourg                | 1677-1745       | juillet 1744                                      | Lieutenant-général |
| 163 |          | Gottfried d'Einsiedel                                              | 1690-1745       | août 1744                                         | Lieutenant-général |
| 164 |          | Ernest-Christophe de Nassau                                        | 1686-1755       | novembre 1744                                     | Lieutenant-général |
| 165 |          | Prince Frédéric-Guillaume de Prusse                                | 1744-1797       | 16 décembre 1744                                  | Prince de Prusse dev. Prince héritier de Prusse dev. Roi de Prusse |
| 166 |          | Frédéric de Möllendorff                                            | 1680-1747       | janvier 1745                                      | Lieutenant-général |
| 167 |          | Guillaume de Dohna-Schlodien, comte de Dohna-Schlodien             | 1695-1749       | mars 1745                                         | Lieutenant-général |
| 168 |          | Charles de Posadowsky, comte de Posadowsky                         | 1695-1747       | 4 juin 1745                                       | Lieutenant-général |
| 169 |          | Pierre du Moulin                                                   | 1681-1756       | 4 juin 1745                                       | Général d'armée |
| 170 |          | Prince Georges-Louis de Schleswig-Holstein-Gottorp                 | 1719-1763       | juillet 1745                                      | Prince de Schleswig-Holstein-Gottorp Maréchal-général |
| 171 |          | Adam de Viereck                                                    | 1684-1758       | 11 septembre 1745                                 | Ministre d'État Conseiller privé |
| 172 |          | Prince Maurice d'Anhalt-Dessau                                     | 1712-1760       | 17 décembre 1745                                  | Prince d'Anhalt-Dessau Maréchal-général |
| 173 |          | Anselme de Bonin                                                   | 1685-1755       | 17 décembre 1745                                  | Lieutenant-général |
| 174 |          | Gustave de Münchow                                                 | 1686-1766       | 17 décembre 1745                                  | Lieutenant-général |
| 175 |          | Frédéric de Rochow                                                 | 1689-1759       | 18 janvier 1746                                   | Lieutenant-général |
| 176 |          | Otto de Leps                                                       | 1679-1747       | 18 janvier 1746                                   | Lieutenant-général |
| 177 |          | Prince Gustave de Schleswig-Holstein-Gottorp                       | 1746-1792       | mars 1746                                         | Prince de Schleswig-Holstein-Gottorp dev. Prince héritier de Suède dev. Roi de Suède |
| 178 |          | Frédéric de Dohna-Schlobitten, comte de Dohna-Carwinden            | 1697-1749       | septembre 1746                                    | Maréchal-général |
| 179 |          | Samuel de Cocceji, baron de Cocq                                   | 1679-1755       | 7 mars 1747                                       | Ministre de la Justice de Prusse |
| 180 |          | Axel de Mardefeld, baron de Mardefeld                              | 1691-1748       | 7 mars 1747                                       | Ministre d'État Conseiller privé |
| 181 |          | Prince Henri de Prusse                                             | 1747-1767       | 16 janvier 1748                                   | Prince de Prusse Major-Général |
| 182 |          | Hans de Hacke, comte de Hacke                                      | 1699-1754       | 27 mai 1748                                       | Lieutenant-général |
| 183 |          | Caspar de Bredow                                                   | 1685-1773       | juin 1748                                         | Lieutenant-général |
| 184 |          | Asmus de Bredow                                                    | 1693-1756       | juin 1748                                         | Lieutenant-général |
| 185 |          | Casimir de Bonin                                                   | 1691-1752       | septembre 1748                                    | Lieutenant-général |
| 186 |          | Philippe de Schaffgotsch, comte de Schaffgotsch                    | 1716-1795       | septembre 1748                                    | Prince-évêque de Breslau |
| 187 |          | James Keith                                                        | 1696-1758       | octobre 1749                                      | Gouverneur de Berlin Maréchal-général |
| 188 |          | Georges Dietloff d'Arnim                                           | 1679-1753       | décembre 1749                                     | Ministre-principal de Prusse |
| 189 |          | François de Hatzfeldt, 1er prince de Hatzfeldt-Trachenberg         | 1717-1779       | 8 janvier 1750                                    | |
| 190 |          | Auguste-Guillaume                                                  | 1715-1781       | 17 mai 1750                                       | Duc de Brunswick-Bevern Prince de Bevern Général d'armée |
| 191 |          | Landgrave héritier Louis de Hesse-Darmstadt                        | 1719-1790       | mai 1750                                          | Landgrave héritier de Hesse-Darmstadt Maréchal-général dev. Landgrave de Hesse-Darmstadt |
| 192 |          | Frédéric-Guillaume                                                 | 1724-1777       | 14 juin 1751                                      | Comté de Schaumbourg-Lippe |
| 193 |          | George Keith, 10e comte Marischal                                  | 1693-1778       | août 1751                                         | Comte-maréchal d'Écosse |
| 194 |          | Henri de La Motte-Fouqué, baron de La Motte-Fouqué                 | 1698-1774       | 2 septembre 1751                                  | Général d'armée |
| 195 |          | Henri de Reichenbach-Goschütz, comte de Reichenbach-Goschütz       | 1705-1775       | 13 septembre 1751                                 | Ministre d'État Conseiller privé |
| 196 |          | Prince Charles-Ferdinand de Looz-Corswarem                         | 1715-1784       | octobre 1751                                      | Prince de Looz-Corswarem |
| 197 |          | Comte Henri IX Reuss de Kostritz                                   | 1715-1784       | 21 janvier 1752                                   | Comte de Reuss-Kostritz Ministre des Postes de Prusse |
| 198 |          | Adolphe-Frédéric                                                   | 1710-1771       | août 1752                                         | Roi de Suède |
| 199 |          | Frédéric de Kyaw, baron de Kyaw                                    | 1708-1759       | septembre 1752                                    | Lieutenant-général |
| 200 |          | Reimar de Schwerin                                                 | 1695-1754       | octobre 1752                                      | Lieutenant-général |
| 201 |          | Frédéric de Kannenberg, baron de Kannenberg                        | 1693-1762       | février 1753                                      | |
| 202 |          | Christophe II de Dohna-Schlodien, comte de Dohna-Schlodien         | 1702-1762       | juin 1753                                         | Lieutenant-général |
| 203 |          | Duc Frédéric-Eugène de Wurtemberg                                  | 1732-1797       | décembre 1753                                     | Duc de Wurtemberg Maréchal-général dev. Duc héritier de Wurtemberg dev. Duc de Wurtemberg |
| 204 |          | Nicolas de Katzler                                                 | 1696-1760       | mai 1754                                          | Lieutenant-général |
| 205 |          | Joachim de Massow                                                  | 1697-1769       | 19 septembre 1754                                 | Ministre de la Guerre de Prusse Ministre de Finances de Prusse |
| 206 |          | Jean de Lestwitz                                                   | 1688-1767       | septembre 1754                                    | Lieutenant-général |
| 207 |          | Duc Frédéric-François de Brunswick-Wolfenbüttel                    | 1732-1758       | 1754                                              | Duc de Brunswick-Lunebourg Major-Général |
| 208 |          | Henri de Hérault de Hautcharmoy                                    | 1689-1757       | mai 1755                                          | Lieutenant-général |
| 209 |          | Charles de Schmettau, comte de Schmettau                           | 1696-1775       | mai 1755                                          | Lieutenant-général |
| 210 |          | Hans de Winterfeldt                                                | 1707-1757       | 21 mai 1755                                       | Lieutenant-général |
| 211 |          | François de Kleist                                                 | 1688-1757       | 1er octobre 1756                                  | Lieutenant-général |
| 212 |          | Ernest de la Chevallerie de la Motte, baron de la Motte            | 1688-1758       | février 1757                                      | Lieutenant-général |
| 213 |          | Pierre de Pennavaire                                               | 1680-1759       | février 1757                                      | Lieutenant-général |
| 214 |          | Hans de Zieten                                                     | 1699-1786       | 5 mai 1757                                        | Général d'armée |
| 215 |          | Joachim de Tresckow                                                | 1698-1762       | 6 mai 1757                                        | Lieutenant-général |
| 216 |          | Frédéric de Seydlitz                                               | 1721-1773       | 5 novembre 1757                                   | Général d'armée |
| 217 |          | Ernest de Schlabrendorf                                            | 1719-1769       | 5 décembre 1757                                   | Ministre d'État Conseiller privé |
| 218 |          | Frédéric Quirin von Forcade de Biaix, marquis de Biaix             | 1699-1765       | 7 décembre 1757                                   | Lieutenant-général |
| 219 |          | Auguste d'Itzenplitz                                               | 1693-1759       | 1758                                              | Lieutenant-général |
| 220 |          | Jean de Hülsen                                                     | 1693-1767       | 1758                                              | Gouverneur de Berlin Lieutenant-général |
| 221 |          | Christophe de Lattorf                                              | 1696-1762       | 24 novembre 1758                                  | Lieutenant-général |
| 222 |          | Prince Georges de Prusse                                           | 1758-1759       | 1759                                              | Prince de Prusse |
| 223 |          | Henri de Manteuffel                                                | 1696-1778       | février 1759                                      | Lieutenant-général |
| 224 |          | Frédéric de Finck                                                  | 1718-1766       | 21 septembre 1759                                 | Lieutenant-général |
| 225 |          | Duc héritier Charles-Guillaume de Brunswick-Wolfenbüttel           | 1735-1806       | 1759                                              | Duc héritier de Brunswick-Lunebourg Prince héritier de Brunswick-Wolfenbüttel Maréchal-général dev. Duc de Brunswick-Lunebourg dev. Prince de Brunswick-Wolfenbüttel                                                  |
| 226 |          | Jean de Bülow                                                      | 1708-1776       | 15 août 1760                                      | Général d'armée |
| 227 |          | Comte François de Wied-Neuwied                                     | 1710-1765       | 16 août 1760                                      | Comte de Wied-Neuwied Lieutenant-général |
| 228 |          | Charles de la Goltz, baron de Goltz                                | 1707-1761       | 12 mai 1761                                       | Lieutenant-général |
| 229 |          | Frédéric de Tauentzien                                             | 1710-1791       | mai 1761                                          | Général d'armée |
| 230 |          | Pierre III                                                         | 1728-1762       | 20 mars 1762                                      | Empereur de Russie |
| 231 |          | Duc héritier Pierre-Auguste de Schleswig-Holstein-Sonderbourg-Beck | 1697-1775       | 20 mars 1762                                      | Duc héritier de Schleswig-Holstein-Sonderbourg-Beck Maréchal-général dev. Duc de Schleswig-Holstein-Sonderbourg-Beck                                                                                                  |
| 232 |          | Nicolas de Korff, baron de Korff                                   | 1710-1766       | 20 mars 1762                                      | Lieutenant-général |
| 233 |          | Comte Zacharie Tchernychiov                                        | 1722-1784       | 20 mars 1762                                      | Comte Tchernychiov Généralissime |
| 234 |          | Charles Finck de Finckenstein, baron de Finckenstein               | 1714-1800       | 21 mai 1762                                       | Ministre d'État Conseiller privé |
| 235 |          | Catherine II                                                       | 1729-1796       | 22 novembre 1762                                  | Impératrice de Russie |
| 236 |          | Frédéric-Christian                                                 | 1729-1796       | mars 1763                                         | Margrave de Brandebourg-Bayreuth Lieutenant-général |
| 237 |          | Duc Frédéric-Auguste de Brunswick-Wolfenbüttel                     | 1740-1805       | 1er octobre 1763                                  | Duc de Brunswick-Lunebourg Général d'armée dev. duc d'Œls |
| 238 |          | Duc Guillaume-Adolphe de Brunswick-Wolfenbüttel                    | 1745-1770       | 1er octobre 1763                                  | Duc de Brunswick-Lunebourg Major-Général |
| 239 |          | Jean de Sandretzky, comte de Sandretzky                            | 1711-1765       | 23 octobre 1763                                   | Maréchal de la cour Chambellan |
| 240 |          | Frédéric de Schöenaich, 2e prince de Carolath-Beuthen              | 1716-1791       | février 1764                                      | Lieutenant-général |
| 241 |          | Stanislas Poniatowski                                              | 1732-1798       | 5 avril 1764                                      | dev. Roi de Pologne |
| 242 |          | Prince Michel Czartoryski                                          | 1732-1798       | 5 avril 1764                                      | Prince Czartoryski Grand chancelier de Lituanie |
| 243 |          | Frédéric de Saldern                                                | 1719-1785       | décembre 1766                                     | Lieutenant-général |
| 244 |          | Joseph-Frédéric                                                    | 1717-1798       | 1er mai 1767                                      | Prince de Hohenzollern-Hechingen Maréchal-général |
| 245 |          | Frédéric de Ramin                                                  | 1709-1782       | septembre 1767                                    | Gouverneur de Berlin Lieutenant-général |
| 246 |          | Guillaume V                                                        | 1748-1806       | 4 octobre 1767                                    | Prince d'Orange-Nassau Stathouder général des Provinces-Unies |
| 247 |          | Charles de Dieskau                                                 | 1701-1777       | juin 1768                                         | Lieutenant-général |
| 248 |          | Joachim de Stutterheim                                             | 1715-1783       | 3 décembre 1768                                   | Lieutenant-général |
| 249 |          | Louis de Hagen, baron de Hagen                                     | 1724-1771       | juin 1769                                         | Ministre d'État Conseiller privé |
| 250 |          | Prince Frédéric de Prusse                                          | 1769-1773       | 27 octobre 1769                                   | Prince de Prusse |
| 251 |          | Léopold III                                                        | 1740-1817       | 9 décembre 1769                                   | Prince d'Anhalt-Dessau dev. Duc d'Anhalt-Dessau |
| 252 |          | Jean de Buddenbrock, baron de Buddenbrock                          | 1707-1781       | 12 janvier 1770                                   | Lieutenant-général |
| 253 |          | Frédéric de Wylich, baron de Wylich                                | 1706-1770       | 12 janvier 1770                                   | Lieutenant-général |
| 254 |          | Robert de Lentulus, baron de Lentulus                              | 1714-1786       | 12 janvier 1770                                   | Lieutenant-général |
| 255 |          | Prince héritier Paul de Russie                                     | 1754-1801       | septembre 1770                                    | Prince héritier de Russie dev. Empereur de Russie |
| 256 |          | Comte Pierre Panine                                                | 1721-1789       | septembre 1770                                    | Comte Panine Généralissime |
| 257 |          | Prince Grégoire Orlov                                              | 1734-1783       | septembre 1770                                    | Prince du Saint-Empire Généralissime |
| 258 |          | Prince Charles de Suède                                            | 1758-1818       | 18 octobre 1770                                   | Prince de Suède dev. Prince héritier de Suède dev. Roi de Suède dev. Roi de Norvège |
| 259 |          | Prince Frédéric-Adolphe de Suède                                   | 1750-1803       | avril 1771                                        | Prince de Suède dev. Duc d'Östergötland |
| 260 |          | Prince François-Adolphe d'Anhalt-Bernbourg-Schaumbourg-Hoym        | 1724-1784       | 5 juin 1771                                       | Prince d'Anhalt-Bernbourg-Schaumbourg-Hoym Lieutenant-général |
| 261 |          | Prince Frédéric-Guillaume de Prusse                                | 1770-1840       | 11 septembre 1772                                 | Prince de Prusse dev. Prince héritier de Prusse dev. Roi de Prusse |
| 262 |          | Jean de Werthern, comte de Werthern                                | 1735-1790       | 18 novembre 1772                                  | Ministre d'État Grand maître de la Garde-robe |
| 263 |          | Comte Victor de Solms-Sonnenwalde                                  | 1730-1783       | novembre 1772                                     | Comte de Solms-Sonnenwalde |
| 264 |          | Frédéric II                                                        | 1720-1785       | 25 décembre 1772                                  | Landgrave de Hesse-Cassel Maréchal-général |
| 265 |          | Georges de la Gablenz                                              | 1708-1777       | décembre 1772                                     | Lieutenant-général |
| 266 |          | Christophe de Bülow                                                | 1716-1788       | décembre 1772                                     | Général d'armée |
| 267 |          | Antoine de Krockow                                                 | 1714-1778       | janvier 1773                                      | Lieutenant-général |
| 268 |          | Hans-Frédéric de Krusemark                                         | 1720-1775       | janvier 1773                                      | Lieutenant-général |
| 269 |          | Otto de Stutterheim                                                | 1718-1780       | janvier 1773                                      | Général d'armée |
| 270 |          | Prince Frédéric-Henri de Prusse                                    | 1771-1790       | décembre 1773                                     | Prince de Prusse |
| 271 |          | Christophe de Reichenbach, comte de Reichenbach                    | 1710-1791       | 1er mai 1775                                      | |
| 272 |          | Comte Pierre Roumiantsev-Zadunaisky                                | 1725-1796       | 1776                                              | Comte Roumiantsev Maréchal |
| 273 |          | Prince Grégoire Potemkine                                          | 1739-1791       | 1776                                              | Prince du Saint-Empire Maréchal |
| 274 |          | Charles d'Osten-Sacken, 1er prince d'Osten-Sacken                  | 1725-1794       | 3 juillet 1777                                    | Ministre d'État Conseiller privé |
| 275 |          | Jean de Stechow                                                    | 1718-1778       | 4 septembre 1777                                  | Lieutenant-général |
| 276 |          | Guillaume de Belling                                               | 1719-1779       | août 1778                                         | Lieutenant-général |
| 277 |          | Wichard de Möllendorf, comte de Möllendorf                         | 1724-1816       | 16 février 1779                                   | Gouverneur de Berlin Maréchal-général |
| 278 |          | Prince Alexandre de Russie                                         | 1724-1816       | 30 novembre 1779                                  | Prince de Russie dev. Prince héritier de Russie dev. Empereur de Russie dev. Roi de Pologne |
| 279 |          | Albert d'Erlach, comte d'Erlach                                    | 1696-1788       | 16 janvier 1780                                   | Maire de Berne Conseiller privé |
| 280 |          | Charles-Georges                                                    | 1730-1789       | 10 juin 1780                                      | Prince d'Anhalt-Köthen Maréchal-général |
| 281 |          | Duc héritier Charles-Georges de Brunswick-Wolfenbüttel             | 1766-1806       | 1780                                              | Duc héritier de Brunswick-Lunebourg Prince héritier de Brunswick-Wolfenbüttel |
| 282 |          | Guillaume de Krockow, comte de Krockow                             | 1719-1803       | 7 juillet 1782                                    | Général d'armée |
| 283 |          | Michel de Zaremba-Kalinova                                         | 1711-1786       | 7 juillet 1782                                    | Lieutenant-général |
| 284 |          | Christophe de Lengefeld                                            | 1728-1799       | 7 juillet 1782                                    | Lieutenant-général |
| 285 |          | Margrave héritier Charles-Louis de Bade                            | 1728-1799       | 7 juillet 1782                                    | Margrave héritier de Bade Général d'armée |
| 286 |          | François de Wartenberg                                             | 1725-1807       | 25 mars 1784                                      | Lieutenant-général |
| 287 |          | Frédéric de Schulenbourg-Kehnert, comte de Schulenbourg-Kehnert    | 1742-1815       | 25 mars 1784                                      | Gouverneur de Berlin Lieutenant-général |
| 288 |          | Henri de Braun                                                     | 1717-1798       | 21 mai 1784                                       | Général d'armée |
| 289 |          | Levin de Hacke, baron de Hacke                                     | 1713-1785       | 3 juin 1784                                       | Lieutenant-général |
| 290 |          | Constantin de Billerbeck                                           | 1713-1785       | 3 juin 1784                                       | Lieutenant-général |
| 291 |          | Joachim de Prittwitz                                               | 1726-1793       | 28 mai 1785                                       | Général d'armée |
| 292 |          | Georges de Dalwig                                                  | 1725-1796       | août 1785                                         | Général d'armée |
| 293 |          | Pierre de Biron                                                    | 1724-1800       | 26 octobre 1785                                   | Duc de Courlande Duc de Sagan |
| 294 |          | Guillaume IX                                                       | 1743-1821       | 29 novembre 1785                                  | Landgrave de Hesse-Cassel Maréchal-général dev. Électeur de Hesse |
| 295 |          | Charles-Auguste                                                    | 1757-1828       | 19 janvier 1786                                   | Duc de Saxe-Weimar Duc de Saxe-Eisenach Général d'armée dev. Duc de Saxe-Weimar-Eisenach dev. Grand-duc Saxe-Weimar-Eisenach                                                                                          |
| 296 |          | Charles Ier                                                        | 1728-1811       | 14 avril 1786                                     | Margrave de Bade dev. Électeur de Bade dev. Grand-duc de Bade |
| 297 |          | Charles II Auguste                                                 | 1746-1795       | 21 avril 1786                                     | Duc palatin de Deux-Ponts Maréchal-général |
| 298 |          | Ernest de Pfuhl                                                    | 1746-1795       | 28 mai 1786                                       | Général d'armée |
| 299 |          | Ewald de Hertzberg                                                 | 1725-1795       | 17 août 1786                                      | Ministre de la Guerre de Prusse |
| 300 |          | Prince Louis-Charles de Prusse                                     | 1773-1796       | 17 août 1786                                      | Prince de Prusse |
| 301 |          | Prince Louis-Ferdinand de Prusse                                   | 1772-1806       | 18 août 1786                                      | Prince de Prusse Lieutenant-général |
| 302 |          | Prince Auguste de Prusse                                           | 1779-1843       | 18 août 1786                                      | Prince de Prusse Général d'armée |
| 303 |          | Dubislav de Platen                                                 | 1714-1787       | 18 septembre 1786                                 | Général d'armée |
| 304 |          | Comte Jean-Charles de Hohenzollern-Hechingen                       | 1732-1803       | 23 septembre 1786                                 | Comte de Hohenzollern-Hechingen Évêque d'Ülm dev. Prince-Évêque d'Ermeland |
| 305 |          | Charles de Hoym, comte de Hoym                                     | 1739-1807       | 15 octobre 1786                                   | |
| 306 |          | Henri-Guillaume d'Anhalt                                           | 1739-1807       | 9 novembre 1786                                   | Général d'armée |
| 307 |          | Frédéric-François Ier                                              | 1757-1837       | 18 décembre 1786                                  | Duc de Mecklembourg-Schwerin dev. Grand-duc de Mecklembourg-Schwerin |
| 308 |          | Joachim de Blumenthal, comte de Blumenthal                         | 1720-1800       | 30 décembre 1786                                  | Ministre d'État |
| 309 |          | Henri de Borcke, comte de Borcke                                   | 1715-1788       | 30 décembre 1786                                  | Général d'armée |
| 310 |          | Frédéric de Schwerin, comte de Schwerin                            | 1717-1789       | 30 décembre 1786                                  | Major-général |
| 311 |          | Prince Guillaume d'Orange-Nassau                                   | 1772-1843       | 8 février 1787                                    | Prince d'Orange-Nassau Lieutenant-général dev. Roi des Pays-Bas dev. Grand-duc de Luxembourg |
| 312 |          | Prince Frédéric d'Orange-Nassau                                    | 1774-1799       | 8 février 1787                                    | Prince d'Orange-Nassau Maréchal-général |
| 313 |          | Jean de Wunsch                                                     | 1717-1788       | 22 mai 1787                                       | Général d'armée |
| 314 |          | Landgrave héritier Louis de Hesse-Darmstadt                        | 1753-1830       | 29 mai 1787                                       | Landgrave héritier de Hesse-Darmstadt dev. Landgrave de Hesse-Darmstadt dev. Grand-duc de Hesse |
| 315 |          | Frédéric de Schlieben, comte de Schlieben                          | 1716-1791       | juin 1787                                         | Lieutenant-général |
| 316 |          | Léopold d'Anhalt, comte d'Anhalt                                   | 1729-1795       | août 1787                                         | Lieutenant-général |
| 317 |          | Charles-Christian                                                  | 1729-1795       | 26 août 1787                                      | Duc d'Œls Lieutenant-général |
| 318 |          | Jean de Carmer, comte de Carmer                                    | 1729-1795       | 18 janvier 1788                                   | Ministre de la Justice de Prusse |
| 319 |          | Charles de Zedlitz-Leipe, baron de Zedlitz-Leipe                   | 1731-1793       | 3 juillet 1788                                    | Ministre d'État |
| 320 |          | Frédéric V                                                         | 1748-1820       | 1788                                              | Landgrave de Hesse-Hombourg |
| 321 |          | Frédéric de Sinner, baron de Grandcour                             | 1713-1791       | décembre 1788                                     | Maire de Berne |
| 322 |          | Nicolas de Steiger                                                 | 1729-1799       | décembre 1788                                     | Maire de Berne |
| 323 |          | Prince Michel VI Radziwiłł                                         | 144-1831        | 20 janvier 1789                                   | Prince du Saint-Empire Grand porte-épée de Lituanie |
| 324 |          | Prince Jean-Georges d'Anhalt-Dessau                                | 1748-1811       | 27 janvier 1789                                   | Prince d'Anhalt-Dessau Général d'armée |
| 325 |          | Alexandre de Knobelsdorff                                          | 1723-1799       | 28 mai 1789                                       | Maréchal-général |
| 326 |          | Martin de Schlieffen                                               | 1732-1725       | 28 mai 1789                                       | Lieutenant-général |
| 327 |          | Adolphe d'Usedom                                                   | 1726-1792       | 12 juin 1789                                      | Lieutenant-général |
| 328 |          | Prince Henri-Charles de Prusse                                     | 1781-1846       | février 1790                                      | Prince de Prusse Général d'armée |
| 329 |          | Frédéric-Louis                                                     | 1746-1818       | 5 septembre 1790                                  | Prince de Hohenlohe-Ingelfingen Général d'armée |
| 330 |          | Duc héritier Frédéric-Guillaume de Brunswick-Wolfenbüttel          | 1771-1815       | 21 septembre 1790                                 | Duc héritier de Brunswick-Lunebourg Prince héritier de Brunswick-Wolfenbüttel Major-général dev. Duc de Brunswick-Lunebourg dev. Prince de Brunswick-Wolfenbüttel                                                     |
| 331 |          | Louis de Kalckstein                                                | 1725-1800       | 26 septembre 1790                                 | Maréchal-général |
| 332 |          | Antoine-Aloïs                                                      | 1762-1831       | 12 octobre 1790                                   | Prince de Hohenzollern-Sigmaringen |
| 333 |          | Jean de Görtz, comte de Görtz                                      | 1737-1821       | 11 novembre 1790                                  | Ministre d'État |
| 334 |          | Frédéric de Heynitz, baron de Heynitz                              | 1725-1802       | 12 décembre 1790                                  | Ministre-principal de Prusse |
| 335 |          | Martin d'Eichmann                                                  | 1710-1792       | 17 janvier 1791                                   | Général d'armée |
| 336 |          | Prince Michel-Casimir Ogiński                                      | 1731-1799       | 4 mars 1791                                       | Prince du Saint-Empire Grand-hetman de Lituanie Major-général |
| 337 |          | Frédéric de Wylich-Lottum, comte de Wylich-Lottum                  | 1721-1797       | 23 septembre 1791                                 | Général d'armée |
| 338 |          | Adolphe-Frédéric IV                                                | 1738-1794       | 7 octobre 1791                                    | Duc de Mecklembourg-Strelitz |
| 339 |          | Girolamo Lucchesini, marquis de Lucchesini                         | 1751-1825       | 7 novembre 1791                                   | Ministre de la Guerre de Prusse |
| 340 |          | Prince Platon Zoubov                                               | 1767-1822       | janvier 1792                                      | Prince du Saint-Empire Général d'armée Conseiller d'État |
| 341 |          | Jean de Kalckreuth                                                 | 1720-1807       | 4 juin 1792                                       | Lieutenant-général |
| 342 |          | Gustave IV Adolphe                                                 | 1778-1837       | juin 1792                                         | Roi de Suède |
| 343 |          | Charles-Guillaume                                                  | 1735-1803       | 1792                                              | Prince de Nassau-Usingen |
| 344 |          | Duc Louis-Frédéric de Wurtemberg                                   | 1756-1817       | 15 novembre 1792                                  | Duc de Wurtemberg Maréchal-général |
| 345 |          | Prince Louis de Bade                                               | 1763-1830       | janvier 1793                                      | Prince de Bade Général d'armée dev. Grand-duc de Bade |
| 346 |          | Comte Valérien Zoubov                                              | 1771-1804       | janvier 1793                                      | Comte Zubov Généralissime Conseiller d'État |
| 347 |          | Frédéric de Kalckreuth, comte de Kalckreuth                        | 1737-1818       | 24 juillet 1793                                   | Gouverneur de Berlin Maréchal-général |
| 348 |          | Georges de Schönfeld                                               | 1722-1793       | 24 juillet 1793                                   | Lieutenant-général |
| 349 |          | Comte Jacob de Sievers                                             | 1722-1793       | 7 octobre 1793                                    | Comte de Sievers |
| 350 |          | Comte Otto d'Igelström                                             | 1737-1823       | 7 octobre 1793                                    | Comte d'Igelström Général d'armée |
| 351 |          | Duc héritier Charles de Mecklembourg-Strelitz                      | 1741-1816       | 24 décembre 1793                                  | Duc héritier de Mecklembourg-Strelitz dev. Duc de Mecklembourg-Strelitz dev. Grand-duc de Mecklembourg-Strelitz |
| 352 |          | Prince Guillaume de Prusse                                         | 1783-1851       | 31 décembre 1793                                  | Prince de Prusse Général d'armée |
| 353 |          | Prince héritier Frédéric d'Anhalt-Dessau                           | 1769-1814       | 5 janvier 1794                                    | Prince héritier d'Anhalt-Dessau Major-général dev. Duc héritier d'Anhalt-Dessau |
| 354 |          | Frédéric-Erdmann                                                   | 1731-1797       | 22 février 1794                                   | Prince d'Anhalt-Köthen-Pless Lieutenant-général |
| 355 |          | Duc Eugène-Frédéric de Wurtemberg                                  | 1758-1822       | 6 juin 1794                                       | Duc de Wurtemberg Général d'armée |
| 356 |          | Landgrave héritier Guillaume de Hesse-Cassel                       | 1777-1847       | 26 novembre 1794                                  | Landgrave héritier de Hesse-Cassel Général d'armée dev. Prince-électeur héritier de Hesse-Cassel dev. Prince-électeur de Hesse                                                                                        |
| 357 |          | Prince Alexandre Souvorov                                          | 1730-1800       | 7 décembre 1794                                   | Prince Italiski Généralissime |
| 358 |          | Comte Nicolas Zoubov                                               | 1763-1805       | 9 mars 1795                                       | Comte Zoubov Major-général |
| 359 |          | Duc héritier Georges de Mecklembourg-Strelitz                      | 1779-1860       | 10 mars 1795                                      | Duc héritier de Mecklembourg-Strelitz dev. Grand-duc héritier de Mecklembourg-Strelitz dev. Grand-duc de Mecklembourg-Strelitz                                                                                        |
| 360 |          | Charles-Auguste de Hardenberg, 1er prince de Hardenberg            | 1750-1822       | 24 juin 1795                                      | dev. Ministre des Affaires étrangères de Prusse dev. Ministre-principal de Prusse |
| 361 |          | Maximilien                                                         | 1756-1825       | 8 juillet 1795                                    | Duc de Palatinat-Deux-Ponts Lieutenant-général dev. Prince-Électeur de Bavière dev. Roi de Bavière |
| 362 |          | Otto de Derfelden                                                  | 1737-1819       | 1796                                              | Généralissime |
| 363 |          | Prince Antoine Radziwiłł                                           | 1775-1833       | 16 mars 1796                                      | Prince du Saint-Empire |
| 364 |          | François Jacquier de Bernay de Favrat                              | 1733-1804       | 11 juillet 1796                                   | Général d'armée |
| 365 |          | Balthazar de Wendessen                                             | 1724-1797       | 19 octobre 1796                                   | Lieutenant-général |
| 366 |          | Prince Nicolas Repnine                                             | 1734-1801       | 1796                                              | Prince Repnine Maréchal-général |
| 367 |          | Julius de Wittorf, baron de Wittorf                                | 1714-1803       | 3 février 1797                                    | Ministre d'État |
| 368 |          | Duc Ernest de Mecklembourg-Strelitz                                | 1742-1814       | juillet 1797                                      | Duc de Mecklembourg-Strelitz Maréchal-général |
| 369 |          | Christian de Haugwitz, comte de Haugwitz                           | 1752-1832       | 11 novembre 1797                                  | dev. Ministre des Affaires étrangères de Prusse dev. Ministre-principal de Prusse |
| 370 |          | Hans de Bischoffwerder                                             | 1741-1803       | 18 novembre 1797                                  | Ministre des Affaires étrangères de Prusse Lieutenant-général |
| 371 |          | Guillaume de Brünneck                                              | 1727-1817       | 4 juin 1798                                       | Maréchal-général |
| 372 |          | Comte Ignace Krasicki                                              | 1735-1801       | 10 juin 1798                                      | Comte Krasicki Primat de Pologne Archevêque de Gniezno |
| 373 |          | Thierry de Bockum-Dolffs                                           | 1732-1805       | 26 juin 1798                                      | Lieutenant-général |
| 374 |          | Philippe d'Alvensleben, comte d'Alvensleben                        | 1745-1802       | 6 juillet 1798                                    | Ministre de la Guerre de Prusse |
| 375 |          | Hermann                                                            | 1751-1811       | septembre 1798                                    | Prince de Hohenzollern-Hechingen Maréchal-général |
| 376 |          | François de Kleist                                                 | 1736-1808       | 19 mai 1800                                       | Général d'armée |
| 377 |          | François de Pirch                                                  | 1733-1811       | 28 mai 1800                                       | Général d'armée |
| 378 |          | Georges de Köhler                                                  | 1734-1811       | 28 août 1800                                      | Général d'armée |
| 379 |          | Duc héritier Frédéric-Louis de Mecklembourg-Schwerin               | 1778-1819       | 4 février 1801                                    | Duc héritier de Mecklembourg-Schwerin dev. Grand-duc héritier de Mecklembourg-Schwerin |
| 380 |          | Duc héritier Pierre de Schleswig-Holstein-Gottorp                  | 1778-1819       | 30 juillet 1801                                   | Duc héritier d'Oldenbourg dev. Grand-duc héritier d'Oldenbourg dev. Grand-duc d'Oldenbourg |
| 381 |          | Prince Alexandre Kourakine                                         | 1752-1818       | 1801                                              | Prince Kourakine Conseiller d'État |
| 382 |          | Louis Le Chenevix de Beville                                       | 1734-1810       | 24 novembre 1801                                  | Général d'armée |
| 383 |          | Prince Joseph-Antoine Poniatowski                                  | 1763-1813       | 1802                                              | Prince du Saint-Empire Maréchal d'Empire |
| 384 |          | Ernest de Rüchel                                                   | 1754-1823       | 18 mai 1802                                       | Général d'armée |
| 385 |          | Guillaume de l'Homme de Courbière, baron de Courbière              | 1733-1811       | 5 juin 1802                                       | Maréchal-général |
| 386 |          | Prince Victor Kotchoubeï                                           | 1768-1835       | 15 juin 1802                                      | Prince Kotchoubeï Ministre des Affaires étrangères de Russie Ministre de l'Intérieur de Russie dev. Président du Conseil d'État de Russie dev. Président du Conseil des ministres de Russie dev. Chancelier de Russie |
| 387 |          | Jean de Günther, baron de Günther                                  | 1736-1803       | juin 1802                                         | Lieutenant-général |
| 388 |          | Jean de Schaffgotsch, comte de Schaffgotsch                        | 1732-1808       | 10 juillet 1802                                   | |
| 389 |          | Eberhard de Recke, baron de Recke                                  | 1744-1816       | 22 mars 1803                                      | |
| 390 |          | Henri de Goldbeck                                                  | 1733-1818       | 22 mars 1803                                      | Grand-chancelier de Prusse Ministre de la Justice de Prusse |
| 391 |          | Landgrave héritier Louis de Hesse-Darmstadt                        | 1777-1848       | 25 mai 1803                                       | Landgrave héritier de Hesse-Darmstadt dev. Grand-duc héritier de Hesse-Darmstadt dev. Grand-duc de Hesse-Darmstadt |
| 392 |          | Christian-Frédéric                                                 | 1746-1824       | 24 juin 1803                                      | Comte de Stolberg-Wernigerode |
| 393 |          | Comte Casimir Raczyński                                            | 1739-1824       | 31 décembre 1803                                  | Comte Raczyński Maréchal de la cour de la Couronne Général d'armée |
| 394 |          | Ernest de Boyen                                                    | 1730-1806       | 22 janvier 1804                                   | Général d'armée |
| 395 |          | Prince Joseph de Hohenlohe-Waldenbourg-Bartenstein                 | 1740-1817       | 26 août 1804                                      | Prince de Hohenlohe-Waldenbourg-Bartenstein Prince-évêque de Breslau |
| 396 |          | Frédéric de Graevenitz                                             | 1730-1809       | 29 août 1804                                      | Général d'armée |
| 397 |          | Prince Frédéric de Prusse                                          | 1794-1863       | 30 octobre 1804                                   | Prince de Prusse Général d'armée |
| 398 |          | Auguste-Christian                                                  | 1769-1812       | 31 janvier 1805                                   | Prince d'Anhalt-Köthen dev. Duc d'Anhalt-Köthen |
| 399 |          | Napoléon Ier                                                       | 1769-1821       | 7 avril 1805                                      | Empereur des Français Roi d'Italie |
| 400 |          | Prince Joachim Murat                                               | 1767-1815       | 7 avril 1805                                      | Prince Murat Maréchal d'Empire Grand-amiral de l'Empire dev. Roi de Naples |
| 401 |          | Duc Jean-Jacques-Régis de Cambacérès                               | 1753-1824       | 7 avril 1805                                      | Duc de Cambacérès Archichancelier de l'Empire dev. Duc de Parme Pair de France |
| 402 |          | Prince-duc Louis-Alexandre Berthier                                | 1753-1815       | 7 avril 1805                                      | Prince-duc de Wagram Maréchal d'Empire Grand veneur de l'Empire dev. Vice-connétable de l'Empire dev. Prince de Neuchâtel Pair de France                                                                              |
| 403 |          | Prince-duc Charles-Maurice de Talleyrand-Périgord                  | 1754-1838       | 7 avril 1805                                      | Prince-duc de Talleyrand Ministre des Affaires étrangères de France dev. Président du Conseil des ministres de France Pair de France                                                                                  |
| 404 |          | Jean-Baptiste Bernadotte                                           | 1763-1844       | 7 avril 1805                                      | Maréchal d'Empire dev. Prince héritier de Suède et de Norvège dev. Roi de Suède dev. Roi de Norvège |
| 405 |          | Duc Michel du Roc                                                  | 1772-1813       | 7 avril 1805                                      | Duc de Frioul Grand maréchal du palais Général de division |
| 406 |          | Levin de Geussau                                                   | 1734-1808       | 23 mai 1805                                       | Lieutenant-général |
| 407 |          | Grand-duc Constantin de Russie                                     | 1779-1831       | juin 1805                                         | Grand-duc de Russie Général-Adjudant |
| 408 |          | Comte Nicolas Tolstoï                                              | 1761-1816       | juin 1805                                         | Comte Tolstoï Grand-maître des Cérémonies de Russie |
| 409 |          | Comte Levin de Bennigsen                                           | 1745-1826       | 1805                                              | Comte de Bennigsen Général d'armée |
| 410 |          | Georges de Tempelhoff                                              | 1745-1826       | 24 septembre 1805                                 | Lieutenant-général |
| 411 |          | Prince héritier Frédéric-Guillaume de Prusse                       | 1795-1861       | 15 octobre 1805                                   | Prince héritier de Prusse dev. Roi de Prusse |
| 412 |          | Comte Pierre Tolstoï                                               | 1769-1844       | 9 mars 1806                                       | Comte Tolstoï Conseiller d'État |
| 413 |          | Charles-Philippe d'Ostin                                           | 1736-1811       | 10 mars 1806                                      | Lieutenant-général |
| 414 |          | Charles d'Elsner                                                   | 1739-1808       | 28 août 1806                                      | Lieutenant-général |
| 415 |          | Prince Guillaume de Prusse                                         | 1797-1888       | 1er janvier 1807                                  | Prince de Prusse dev. Prince héritier de Prusse dev. Roi de Prusse dev. Empereur allemand |
| 416 |          | Gebhard de Blücher, 1er prince de Wahlstatt                        | 1742-1819       | avril 1807                                        | Maréchal-général |
| 417 |          | Antoine de L'Estocq                                                | 1738-1815       | 21 mai 1807                                       | Gouverneur de Berlin Général d'armée |
| 418 |          | Jean de Kunheim, comte de Kunheim                                  | 1730-1818       | juin 1807                                         | Lieutenant-général |
| 419 |          | Comte Frédéric de Buxhoeveden                                      | 1750-1811       | 1807                                              | Comte de Buxhoeveden Général d'armée |
| 420 |          | Prince Pierre Bagration                                            | 1750-1811       | 1807                                              | Prince Bagration Général d'armée |
| 421 |          | Prince Alexis Gortchakov                                           | 1769-1817       | 1807                                              | Prince Gortchakov Général d'armée Conseiller d'État |
| 422 |          | Prince Dimitri Golitsyne                                           | 1771-1844       | 1807                                              | Prince Golitsyne Général d'armée |
| 423 |          | Comte Alexandre Ostermann-Tolstoï                                  | 1770-1857       | 1807                                              | Comte Ostermann-Tolstoï Lieutenant-général |
| 424 |          | Comte Féodor Ouvarov                                               | 1769-1824       | 1807                                              | Comte Ouvarov Général d'armée Conseiller d'État |
| 425 |          | Comte Matthieu Platov                                              | 1753-1818       | 1807                                              | Comte Platov Général d'armée |
| 426 |          | Vassili Popov                                                      | 1743-1822       | 8 août 1807                                       | Général d'armée Conseiller d'État |
| 427 |          | André de Kologrinov                                                | 1769-1825       | 17 septembre 1807                                 | Lieutenant-général |
| 428 |          | Comte Hans d'Essen                                                 | 1755-1824       | 1807                                              | Comte d'Essen Général d'armée dev. Grand Maréchal du Royaume de Suède |
| 429 |          | Ernest III                                                         | 1784-1844       | 1807                                              | Duc de Saxe-Cobourg-Saalfeld dev. Duc de Saxe-Cobourg et Gotha |
| 430 |          | Duc héritier Charles-Frédéric de Saxe-Weimar-Eisenach              | 1783-1853       | 14 juin 1807                                      | Duc héritier de Saxe-Weimar Duc héritier de Saxe-Eisenach dev. Duc héritier de Saxe-Weimar-Eisenach dev. Grand-duc héritier de Saxe-Weimar-Eisenach dev. Grand-duc de Saxe-Weimar-Eisenach                            |
| 431 |          | Prince héritier Guillaume d'Orange-Nassau                          | 1792-1849       | 1808                                              | Prince héritier des Pays-Bas dev. Roi des Pays-Bas |
| 432 |          | Frédéric de Dohna-Schlobitten, comte de Dohna-Schlobitten          | 1741-1810       | 1808                                              | Maréchal-général |
| 433 |          | Frédéric de Schrötter, baron de Schrötter                          | 1743-1815       | 6 décembre 1808                                   | Ministre d'État |
| 434 |          | Comte Gustave de Stackelberg                                       | 1766-1850       | 1808                                              | Comte de Stackelberg Ambassadeur de Russie en Prusse |
| 435 |          | Grand-duc Nicolas de Russie                                        | 1796-1855       | 19 janvier 1809                                   | Grand-duc de Russie dev. Prince héritier de Russie dev. Empereur de Russie dev. Roi de Pologne dev. Grand-duc de Finlande                                                                                             |
| 436 |          | Grand-duc Michel de Russie                                         | 1798-1849       | 19 janvier 1809                                   | Grand-duc de Russie Général-Adjudant Conseiller d'État |
| 437 |          | Prince Alexandre Narychkine                                        | 1760-1826       | 20 janvier 1809                                   | Prince Narychkine Grand-chambellan de Russie |
| 438 |          | Prince Christophe de Lieven                                        | 1774-1839       | 31 janvier 1809                                   | Prince de Lieven Général d'armée Conseiller d'État |
| 439 |          | Comte André de Budberg                                             | 1750-1812       | 1809                                              | Comte de Budberg Général d'armée |
| 440 |          | Féodor Golubtsov                                                   | 1758-1829       | 1809                                              | Ministre des Finances de Russie Conseiller d'État |
| 441 |          | Paul Tchitchagov                                                   | 1767-1849       | 1809                                              | Amiral de la flotte Ministre de la Marine de Russie Conseiller d'État |
| 442 |          | Comte Alexis Araktcheïev                                           | 1769-1834       | 1809                                              | Comte Araktcheïev Ministre de la Guerre de Russie Général d'armée Conseiller d'État |
| 443 |          | Prince Georges de Schleswig-Holstein-Gottorp                       | 1784-1812       | 1809                                              | Prince de Schleswig-Holstein-Gottorp Général d'armée |
| 444 |          | Comte Nicolas Roumiantsev                                          | 1754-1826       | 1809                                              | Comte Roumiantsev Ministère des Affaires étrangères de Russie Conseiller d'État |
| 445 |          | Prince héritier Napoléon-Louis Bonaparte                           | 1804-1831       | 27 janvier 1810                                   | Prince héritier de Hollande dev. Roi de Hollande |
| 446 |          | Comte Alexandre de La Rochefoucauld                                | 1767-1841       | 28 janvier 1810                                   | Comte de La Rochefoucauld Ambassadeur de France en Hollande Pair de France |
| 447 |          | Jacob Cambier                                                      | 1756-1831       | 28 janvier 1810                                   | dev. Ministre de la Guerre de Hollande |
| 448 |          | Louis-Napoléon Ier                                                 | 1778-1846       | 21 février 1810                                   | Roi de Hollande Connétable de l'Empire Pair de France |
| 449 |          | Baron Guillaume Röell                                              | 1767-1835       | 26 mai 1810                                       | Baron Röell Ministre de l'Intérieur de Hollande dev. Président du Sénat des Pays-Bas |
| 450 |          | Paul de Heim                                                       | 1753-1823       | 26 mai 1810                                       | Ministre de la Marine de Hollande |
| 451 |          | Marquis Antoine Asinari de Saint-Marsan                            | 1761-1828       | 6 juin 1810                                       | Marquis de Saint-Marsan Major-général |
| 452 |          | Duc Charles de Mecklembourg-Strelitz                               | 1785-1837       | 20 juillet 1810                                   | Duc de Mecklembourg-Strelitz Général d'armée |
| 453 |          | Jules de Grawert                                                   | 1746-1821       | 10 septembre 1810                                 | Général d'armée |
| 454 |          | Jérôme Ier                                                         | 1784-1860       | 27 septembre 1810                                 | Roi de Westphalie Pair de France |
| 455 |          | Comte Pierre-Alexandre Le Camus                                    | 1774-1824       | 27 septembre 1810                                 | Comte de Fürstenstein Ministre-secrétaire d'État de Westphalie |
| 456 |          | Landgrave héritier Ernest de Hesse-Philippsthal                    | 1771-1849       | 27 septembre 1810                                 | Landgrave héritier de Hesse-Philippsthal Général d'armée dev. Landgrave de Hesse-Philippsthal |
| 457 |          | Landgrave héritier Frédéric de Hesse-Hombourg                      | 1769-1829       | 20 décembre 1810                                  | Landgrave héritier de Hesse-Hombourg Général d'armée dev. Landgrave de Hesse-Hombourg |
| 458 |          | Prince Frédéric de Hohenzollern-Hechingen                          | 1757-1844       | 25 février 1811                                   | Prince de Hohenzollern-Hechingen Maréchal-général |
| 459 |          | Prince Charles de Prusse                                           | 1801-1883       | 29 juin 1811                                      | Prince de Prusse Maréchal-général |
| 460 |          | Grand-duc héritier Charles de Bade                                 | 1786-1818       | 27 juillet 1811                                   | Grand-duc héritier de Bade dev. Grand-duc de Bade |
| 461 |          | Prince Oscar de Suède                                              | 1799-1859       | 27 août 1811                                      | Prince de Suède et duc de Södermanland dev. Prince héritier de Suède et de Norvège dev. Roi de Suède dev. Roi de Norvège                                                                                              |
| 462 |          | Charles de Köckritz                                                | 1744-1821       | 15 décembre 1811                                  | Lieutenant-général |
| 463 |          | Duc Hugues-Bernard Maret                                           | 1763-1839       | 15 décembre 1811                                  | Duc de Bassano Ministre-secrétaire d'État de France dev. Ministre des Affaires étrangères de France dev. Président du Conseil des ministres de France Pair de France                                                  |
| 464 |          | François de Hatzfeldt, 1er prince de Hatzfeldt-Trachenberg         | 1756-1827       | 15 décembre 1811                                  | Gouverneur de Berlin Lieutenant-général |
| 465 |          | Guillaume                                                          | 1770-1851       | septembre 1812                                    | Prince Sayn-Wittgenstein-Hohenstein dev. Ministre de la Maison royale de Prusse |
| 466 |          | Frédéric Ier                                                       | 1754-1816       | 3 novembre 1812                                   | Roi de Wurtemberg |
| 467 |          | Prince héritier Guillaume de Wurtemberg                            | 1781-1864       | 3 novembre 1812                                   | Prince héritier de Wurtemberg dev. Roi de Wurtemberg |
| 468 |          | Duc Paul-Charles de Wurtemberg                                     | 1785-1852       | 3 novembre 1812                                   | Duc de Wurtemberg Major-général |
| 469 |          | Ferdinand de Zeppelin                                              | 1772-1829       | 3 novembre 1812                                   | Ministre d'État de Wurtemberg |
| 470 |          | Prince Michel Koutouzov                                            | 1745-1813       | 9 avril 1813                                      | Prince de Smolensk Généralissime |
| 471 |          | Prince Pierre de Sayn-Wittgenstein-Berlebourg                      | 1769-1843       | 18 avril 1813                                     | Prince de Sayn-Wittgenstein-Berlebourg Maréchal-général |
| 472 |          | Prince Pierre Volkonsky                                            | 1776-1852       | 18 mai 1813                                       | Prince Volkonsky Maréchal-général Conseiller d'État |
| 473 |          | Prince Michel Barclay de Tolly                                     | 1761-1828       | 25 mai 1813                                       | Prince Barclay de Tolly Maréchal-général Conseiller d'État |
| 474 |          | Comte Alexandre Andrault de Langeron                               | 1763-1831       | 27 mai 1813                                       | Comte de Langeron Général d'armée |
| 475 |          | Frédéric Kleist de Nollendorf, comte de Nollendorf                 | 1762-1823       | 30 août 1813                                      | Maréchal-général |
| 476 |          | Prince Fabien d'Osten-Sacken                                       | 1752-1837       | 30 août 1813                                      | Prince d'Osten-Sacken Maréchal-général Conseiller d'État |
| 477 |          | Louis de Wartenbourg                                               | 1759-1830       | 31 août 1813                                      | Maréchal-général |
| 478 |          | Prince Clément de Metternich                                       | 1773-1859       | 13 septembre 1813                                 | Prince de Metternich-Winnebourg Ministre des Affaires étrangères d'Autriche dev. Chancelier d'État d'Autriche |
| 479 |          | Comte Jean de Stadion                                              | 1773-1859       | 13 septembre 1813                                 | Comte de Stadion dev. Ministre des Finances d'Autriche |
| 480 |          | Frédéric de Tauentzien, comte de Tauentzien                        | 1760-1824       | 15 septembre 1813                                 | Gouverneur de Berlin Général d'armée |
| 481 |          | Marquis Charles Stewart                                            | 1778-1854       | 29 septembre 1813                                 | Marquis de Londonderry Lieutenant-général Pair du Royaume-Uni |
| 482 |          | Prince Charles de Schwarzenberg                                    | 1771-1820       | 8 octobre 1813                                    | Prince de Schwarzenberg Maréchal-général |
| 483 |          | Frédéric de Diericke                                               | 1743-1819       | 31 octobre 1813                                   | Lieutenant-général |
| 484 |          | Prince Louis-Guillaume de Hesse-Hombourg                           | 1770-1839       | 31 octobre 1813                                   | Prince de Hesse-Hombourg Général d'armée dev. Landgrave héritier de Hesse-Hombourg dev. Landgrave de Hesse-Hombourg                                                                                                   |
| 485 |          | Comte Curt de Stedingk                                             | 1746-1837       | 1813                                              | Comte de Stedingk Général d'armée |
| 486 |          | Comte Charles Adlercreutz                                          | 1757-1815       | 1813                                              | Comte Adlercreutz Général d'armée |
| 487 |          | Comte Michel Miloradovitch                                         | 1771-1825       | janvier 1814                                      | Comte Miloradovitch Général d'armée |
| 488 |          | Duc Alexandre de Wurtemberg                                        | 1771-1833       | 15 janvier 1814                                   | Duc de Wurtemberg Général d'armée |
| 489 |          | Prince Charles-Phillipe de Wrede                                   | 1767-1838       | 3 février 1814                                    | Prince de Wrede Maréchal-général |
| 490 |          | Frédéric de Bülow, comte de Dennewitz                              | 1755-1816       | 3 avril 1814                                      | Général d'armée |
| 491 |          | Duc Eugène de Wurtemberg                                           | 1788-1857       | 11 avril 1814                                     | Duc de Wurtemberg Général d'armée |
| 492 |          | Comte Lars d'Engeström                                             | 1751-1826       | mai 1814                                          | Comte d'Engeström Premier ministre de Suède |
| 493 |          | Auguste de Goltz, comte de Goltz                                   | 1765-1832       | 3 juin 1814                                       | Maréchal de la cour |
| 494 |          | Comte Maximilien de Garnerin de Montgelas                          | 1759-1838       | juin 1814                                         | Comte de Montgelas Ministre-principal de Bavière |
| 495 |          | Prince héritier George de Hanovre                                  | 1762-1830       | juin 1814                                         | Prince héritier du Royaume-Uni dev. Roi du Royaume-Uni dev. Roi de Hanovre |
| 496 |          | Prince Frédéric de Hanovre                                         | 1763-1827       | juin 1814                                         | Duc d'York et d'Albany Maréchal-général dev. Prince héritier du Royaume-Uni Pair du Royaume-Uni |
| 497 |          | Prince Guillaume de Hanovre                                        | 1765-1837       | juin 1814                                         | Duc de Clarence et de Saint-Andrews Amiral de la flotte dev. Prince héritier du Royaume-Uni dev. Roi du Royaume-Uni dev. Roi de Hanovre Pair du Royaume-Uni                                                           |
| 498 |          | Ferdinand VII                                                      | 1784-1833       | 1814                                              | Roi d'Espagne |
| 499 |          | Prince Nicolas Repnine-Volkonski                                   | 1778-1845       | 12 septembre 1814                                 | Prince Volkonski Général d'armée Conseiller d'État |
| 500 |          | Frédéric VI                                                        | 1768-1839       | 15 septembre 1814                                 | Roi de Danemark Roi de Norvège |
| 501 |          | Baron Niels Rosenkrantz                                            | 1757-1824       | 15 septembre 1814                                 | Baron Rosenkrantz Ministre des Affaires étrangères de Danemark |
| 502 |          | Duc Joseph-Michel de Carvajal-Vargas                               | 1771-1828       | 10 septembre 1814                                 | Duc de Saint-Charles Secrétaire d'État d'Espagne |
| 503 |          | Prince Ernest-Auguste de Hanovre                                   | 1771-1851       | 21 mai 1815                                       | Duc de Cumberland et Teviotdale dev. Prince héritier du Royaume-Uni dev. Roi de Hanovre |
| 504 |          | Duc Arthur Wellesley                                               | 1771-1851       | 26 juin 1815                                      | Duc de Wellington Maréchal-général dev. Premier ministre du Royaume-Uni Pair du Royaume-Uni |
| 505 |          | Auguste Neidhardt de Gneisenau, comte de Gneisenau                 | 1760-1831       | 28 juin 1815                                      | Maréchal-général dev. Gouverneur de Berlin |
| 506 |          | Hans de Zieten, comte de Zieten                                    | 1770-1848       | 11 juillet 1815                                   | Maréchal-général |
| 507 |          | Louis XVIII                                                        | 1755-1824       | 17 juillet 1815                                   | Roi de France et de Navarre |
| 508 |          | Duc Auguste de Brunswick-Wolfenbüttel                              | 1770-1820       | 17 juillet 1815                                   | Duc de Brunswick-Lunebourg |
| 509 |          | Prince Frédéric d'Orange-Nassau                                    | 1797-1881       | 10 octobre 1815                                   | Prince d'Orange-Nassau Maréchal-général |
| 510 |          | Henri de Stein, baron de Stein                                     | 1757-1831       | 17 janvier 1816                                   | Ministre d'État Conseiller privé |
| 511 |          | Frédéric-Ferdinand                                                 | 1769-1830       | 20 mai 1816                                       | Prince d'Anhalt-Köthen-Pless dev. Duc d'Anhalt-Köthen |
| 512 |          | Comte Gustave de Lambsdorff                                        | 1745-1828       | 24 octobre 1816                                   | Comte de Lambsdorff Général d'armée |
| 513 |          | Prince André Razoumovski                                           | 1752-1836       | 19 novembre 1816                                  | Prince Razoumovski Major-général |
| 514 |          | Alexis-Frédéric                                                    | 1767-1834       | 25 mars 1817                                      | Duc d'Anhalt-Bernbourg |
| 515 |          | Duc héritier Léopold d'Anhalt-Dessau                               | 1794-1871       | 30 mars 1817                                      | Duc héritier d'Anhalt-Dessau dev. Duc héritier d'Anhalt-Bernbourg dev. Duc héritier d'Anhalt-Bernbourg dev. Duc d'Anhalt-Dessau dev. Duc d'Anhalt                                                                     |
| 516 |          | Duc Nicolas Oudinot                                                | 1767-1847       | 14 août 1817                                      | Duc de Reggio Maréchal d'Empire Pair de France |
| 517 |          | Prince François de Paule de Bourbon                                | 1794-1865       | 18 octobre 1817                                   | Infant d'Espagne Capitaine-général |
| 518 |          | Comte Alexandre Tormassov                                          | 1752-1819       | 26 juin 1818                                      | Comte Tormassov Général d'armée |
| 519 |          | Prince Nicolas Ioussoupov                                          | 1767-1841       | 26 juin 1818                                      | Prince Ioussoupov |
| 520 |          | Christian de Bernstorff, comte de Bernstoff                        | 1769-1835       | 15 novembre 1818                                  | Ministre des Affaires étrangères de Prusse |
| 521 |          | Duc Armand de Vignerot du Plessis de Richelieu                     | 1766-1822       | 7 janvier 1819                                    | Duc de Richelieu et de Fronsac Président du Conseil des ministres de France Général d'armée Pair de France |
| 522 |          | Comte Charles de Nesselrode                                        | 1780-1862       | 7 janvier 1819                                    | Comte de Nesselrode Ministre des Affaires étrangères de Russie Conseiller d'État |
| 523 |          | Comte Jean Kapodístrias                                            | 1776-1831       | 7 janvier 1819                                    | Comte Kapodístrias Ministre des Affaires étrangères de Russie dev. Gouverneur de Grèce |
| 524 |          | Duc Paul-Frédéric de Mecklembourg-Schwerin                         | 1800-1842       | 8 février 1819                                    | Duc de Mecklembourg-Schwerin dev. Grand-duc héritier de Mecklembourg-Schwerin dev. Grand-duc de Mecklembourg-Schwerin                                                                                                 |
| 525 |          | Comte Dimitri Gouriev                                              | 1758-1825       | 8 février 1819                                    | Comte Gouriev Ministre des Finances de Russie Conseiller d'État |
| 526 |          | Prince Joseph Zajączek                                             | 1752-1826       | 11 août 1819                                      | Prince Zajączek Général d'armée |
| 527 |          | Prince Albret de Prusse                                            | 1809-1872       | 4 octobre 1819                                    | Prince de Prusse Général d'armée |
| 528 |          | Gonthier-Frédéric-Charles Ier                                      | 1760-1837       | 6 janvier 1820                                    | Prince de Schwarzbourg-Sondershausen |
| 529 |          | Charles-Alexandre                                                  | 1770-1827       | 24 juin 1820                                      | Prince de Tour et Taxis |
| 530 |          | Frédéric de Kircheisen                                             | 1749-1825       | 28 janvier 1821                                   | Ministre de la Justice de Prusse |
| 531 |          | Prince-électeur héritier Frédéric-Guillaume de Hesse               | 1802-1875       | 18 juin 1821                                      | Prince-électeur héritier de Hesse- Général d'armée dev. Prince-électeur de Hesse |
| 532 |          | Guillaume                                                          | 1792-1839       | 25 août 1821                                      | Duc de Nassau |
| 533 |          | Prince Adalbert de Prusse                                          | 1811-1873       | 22 octobre 1821                                   | Prince de Prusse Amiral de la flotte |
| 534 |          | Otto de Voss                                                       | 1755-1823       | 16 janvier 1823                                   | Ministre d'État Conseiller d'État |
| 535 |          | Prince Adolphe du Royaume-Uni                                      | 1774-1850       | 21 septembre 1823                                 | Duc de Cambridge Vice-roi de Hanovre Maréchal-général Pair du Royaume-Uni |
| 536 |          | Frédéric de Zastrow                                                | 1752-1830       | 26 septembre 1823                                 | Ministre d'État Général d'armée |
| 537 |          | Prince Charles de Bavière                                          | 1795-1875       | 10 novembre 1823                                  | Prince de Bavière Maréchal-général |
| 538 |          | Prince Louis de France                                             | 1775-1844       | 18 novembre 1823                                  | Duc d'Angoulême Général d'armée dev. Dauphin de France Pair de France |
| 539 |          | Vicomte François-René de Chateaubriand                             | 1768-1848       | 22 décembre 1823                                  | Vicomte de Chateaubriand Ministre des Affaires étrangères de France Pair de France |
| 540 |          | Charles X                                                          | 1757-1836       | 4 octobre 1824                                    | Roi de France et de Navarre |
| 541 |          | Charles de Wylich-Lottum, comte de Wylich-Lottum                   | 1767-1841       | 18 janvier 1825                                   | Général d'armée |
| 542 |          | Charles de Hake                                                    | 1769-1835       | 18 janvier 1825                                   | Général d'armée |
| 543 |          | François Ier                                                       | 1777-1830       | 17 février 1825                                   | Roi des Deux-Siciles |
| 544 |          | Louis de Stutterheim                                               | 1751-1826       | 13 juin 1825                                      | Général d'armée |
| 545 |          | Jean VI                                                            | 1767-1826       | 30 août 1825                                      | Roi de Portugal et des Algarves |
| 546 |          | Louis Ier                                                          | 1767-1826       | 17 décembre 1825                                  | Roi de Bavière |
| 547 |          | Grand-duc héritier Léopold de Bade                                 | 1790-1852       | 27 mars 1826                                      | Grand-duc héritier de Bade dev. Grand-duc de Bade |
| 548 |          | Prince héritier Alexandre de Russie                                | 1818-1881       | 10 juin 1826                                      | Prince héritier de Russie dev. Empereur de Russie dev. Roi de Pologne |
| 549 |          | Auguste de Grote, comte de Grote                                   | 1747-1830       | 15 novembre 1826                                  | Ministre d'État Grand maître de la Garde-robe |
| 550 |          | Comte Stéphane de Zichy-Vásonykeő                                  | 1780-1853       | 2 juillet 1827                                    | Comte de Zichy-Vásonykeő Ambassadeur d'Autriche à Berlin |
| 551 |          | Prince Waldemar de Prusse                                          | 1817-1849       | 2 août 1827                                       | Prince de Prusse Major-général |
| 552 |          | Henri de Horn                                                      | 1762-1829       | 11 mars 1828                                      | Lieutenant-général |
| 553 |          | Charles-Louis                                                      | 1799-1883       | 17 mars 1828                                      | Duc de Lucques dev. Duc de Parme et de Plaisance |
| 554 |          | Frédéric de Röder                                                  | 1768-1834       | 11 septembre 1828                                 | Général d'armée |
| 555 |          | Duc Léopold de Saxe-Cobourg et Gotha                               | 1790-1865       | 21 septembre 1828                                 | Duc de Saxe-Cobourg et Gotha Général d'armée dev. Roi des Belges |
| 556 |          | Charles d'Ingersleben, baron d'Ingersleben                         | 1753-1831       | 20 octobre 1828                                   | Haut-président de Poméranie et du Grand-duché du Bas-Rhin |
| 557 |          | Frédéric de Schuckmann, baron de Schuckmann                        | 1755-1834       | 10 janvier 1829                                   | Ministre d'État Conseiller d'État |
| 558 |          | Charles de Krafft                                                  | 1764-1840       | 20 mars 1829                                      | Général d'armée |
| 559 |          | Comte Hans de Diebitsch                                            | 1785-1831       | 10 juin 1829                                      | Comte de Diebitsch Maréchal-général |
| 560 |          | Charles de Müffling, baron de Müffling                             | 1775-1851       | 18 novembre 1829                                  | Maréchal-général |
| 561 |          | Prince Ivan Paskevitch                                             | 1782-1856       | 30 décembre 1829                                  | Prince de Varsovie Maréchal-général |
| 562 |          | Bernard II                                                         | 1800-1882       | 27 février 1830                                   | Duc de Saxe-Meiningen |
| 563 |          | Grand-duc héritier Louis de Hesse-Darmstadt                        | 1806-1877       | 3 mai 1830                                        | Grand-duc héritier de Hesse dev. Grand-duc de Hesse |
| 564 |          | Prince Guillaume de Bade                                           | 1792-1859       | 3 mai 1830                                        | Prince de Bade Général d'armée |
| 565 |          | Comte Ernest de Münster                                            | 1766-1839       | 9 mai 1830                                        | Comte de Münster Ministre des Affaires étrangères de Hanovre |
| 566 |          | Prince Alexandre de Prusse                                         | 1820-1896       | 21 juin 1830                                      | Prince de Prusse Général d'armée |
| 567 |          | Henri Ier                                                          | 1778-1847       | 11 septembre 1830                                 | Duc d'Anhalt-Köthen |
| 568 |          | Frédéric Ier                                                       | 1763-1834       | 12 septembre 1830                                 | Duc de Saxe-Altenbourg |
| 569 |          | Guillaume de Humboldt, baron de Humboldt                           | 1767-1835       | 15 septembre 1830                                 | Ministre d'État |
| 570 |          | Jean                                                               | 1779-1836       | 18 janvier 1831                                   | Prince de Wied Lieutenant-général |
| 571 |          | Charles de Stein-Altenstein, baron de Stein-Altenstein             | 1770-1840       | 18 janvier 1831                                   | Ministre de l'Éducation de Prusse |
| 572 |          | Louis de Borowski                                                  | 1740-1831       | 18 janvier 1831                                   | Aumônier du roi de Prusse |
| 573 |          | Prince héritier Maximilien de Bavière                              | 1811-1864       | 23 janvier 1831                                   | Prince héritier de Bavière dev. Roi de Bavière |
| 574 |          | Prince héritier Ferdinand d'Autriche                               | 1793-1875       | 24 janvier 1831                                   | Prince héritier d'Autriche dev. Empereur d'Autriche |
| 575 |          | Duc Ferdinand de Wurtemberg                                        | 1763-1834       | 24 septembre 1831                                 | Duc de Wurtemberg Maréchal-général |
| 576 |          | Charles de Knesebeck, baron de Knesebeck                           | 1768-1848       | 18 janvier 1832                                   | Maréchal-général |
| 577 |          | Louis de Borstell                                                  | 1783-1844       | 18 janvier 1832                                   | Général d'armée Conseiller d'État |
| 578 |          | Frédéric Ier                                                       | 1776-1838       | 24 janvier 1832                                   | Prince de Hohenzollern-Hechingen |
| 579 |          | Charles Ier                                                        | 1785-1853       | 24 janvier 1832                                   | Prince de Hohenzollern-Sigmaringen |
| 580 |          | Ferdinand II                                                       | 1810-1859       | 23 mars 1832                                      | Roi des Deux-Siciles |
| 581 |          | Comte Charles-André Pozzo di Borgo                                 | 1764-1842       | 7 septembre 1832                                  | Comte Pozzo di Borgo Général d'armée Ambassadeur de Russie en France Pair de France |
| 582 |          | Charles-Albert                                                     | 1798-1849       | 22 décembre 1832                                  | Roi de Sardaigne Prince de Piémont Duc de Savoie |
| 583 |          | Henri de Grolman                                                   | 1740-1840       | 7 janvier 1833                                    | Président de la Cour suprême prussienne Conseiller d'État |
| 584 |          | Gustave de Rauch                                                   | 1774-1841       | 18 janvier 1833                                   | Général d'armée dev. Ministre de la Guerre de Prusse |
| 585 |          | Guillaume                                                          | 1806-1884       | 6 février 1833                                    | Duc de Brunswick |
| 586 |          | Guillaume de Klewitz                                               | 1760-1838       | 1er mai 1833                                      | Ministre d'État Conseiller d'État |
| 587 |          | Frédéric de Jagow                                                  | 1771-1857       | 14 septembre 1833                                 | Général d'armée |
| 588 |          | Comte Alexandre de Benckendorff                                    | 1781-1844       | 15 septembre 1833                                 | Comte de Benckendorff Général d'armée |
| 589 |          | Guillaume                                                          | 1759-1837       | 24 octobre 1833                                   | Prince de Solms-Braunfels Major-général |
| 590 |          | Prince héritier Guillaume d'Orange-Nassau                          | 1817-1890       | 29 décembre 1833                                  | Prince héritier des Pays-Bas Grand-duc héritier de Luxembourg dev. Roi des Pays-Bas dev. Grand-duc de Luxembourg |
| 591 |          | Frédéric-Gonthier                                                  | 1793-1867       | 16 juin 1834                                      | Prince de Schwarzbourg-Rudolstadt |
| 592 |          | Prince Alexandre Tchernychev                                       | 1786-1857       | 27 septembre 1834                                 | Prince Tchernychev Général d'armée Conseiller d'État |
| 593 |          | Auguste Ier                                                        | 1783-1853       | 21 octobre 1834                                   | Grand-duc d'Oldenbourg |
| 594 |          | Prince Alexandre d'Orange-Nassau                                   | 1818-1848       | 4 décembre 1834                                   | Prince d'Orange-Nassau Lieutenant-général |
| 595 |          | Ferdinand de Spiegel, comte de Spiegel                             | 1764-1835       | 18 janvier 1835                                   | Archevêque de Cologne |
| 596 |          | Prince héritier François-Charles d'Autriche                        | 1802-1878       | 9 septembre 1835                                  | Prince héritier d'Autriche |
| 597 |          | Archiduc Jean-Baptiste d'Autriche                                  | 1782-1859       | 9 septembre 1835                                  | Archiduc d'Autriche Maréchal-général |
| 598 |          | Prince Alexis Orlov                                                | 1787-1862       | 21 septembre 1835                                 | Prince Orlov Maréchal-général dev. Président du Conseil des ministres de Russie |
| 599 |          | Archiduc Charles-Louis d'Autriche-Teschen                          | 1771-1847       | 4 octobre 1835                                    | Archiduc d'Autriche et duc de Teschen Maréchal-général |
| 600 |          | Othon Ier                                                          | 1815-1867       | 30 novembre 1835                                  | Roi de Grèce |
| 601 |          | Antoine Ier                                                        | 1755-1836       | 20 décembre 1835                                  | Roi de Saxe |
| 602 |          | Frédéric de Schoeler                                               | 1772-1840       | 18 janvier 1836                                   | Général d'armée |
| 603 |          | Prince Georges de Prusse                                           | 1820-1896       | 12 février 1836                                   | Prince de Prusse Général d'armée |
| 604 |          | Prince Charles de Hesse-Darmstadt                                  | 1809-1877       | 30 avril 1836                                     | Prince de Hesse-Darmstadt Général d'armée |
| 605 |          | Frédéric-Auguste II                                                | 1797-1854       | 23 juillet 1836                                   | Roi de Saxe |
| 606 |          | Prince Frédéric-Charles de Prusse                                  | 1828-1885       | 20 mars 1838                                      | Prince de Prusse Maréchal-général |
| 607 |          | Grand-duc Constantin de Russie                                     | 1827-1892       | 20 mars 1838                                      | Grand-duc de Russie Grand-amiral |
| 608 |          | Grand-duc Nicolas de Russie                                        | 1831-1891       | 14 juin 1838                                      | Grand-duc de Russie Maréchal-général |
| 609 |          | Grand-duc Michel de Russie                                         | 1832-1909       | 14 juin 1838                                      | Grand-duc de Russie Maréchal-général |
| 610 |          | Prince héritier Georges de Hanovre                                 | 1819-1878       | 14 juin 1838                                      | Prince héritier de Hanovre Général d'armée dev. Roi de Hanovre |
| 611 |          | Duc Auguste de Wurtemberg                                          | 1813-1885       | 14 juin 1838                                      | Duc de Wurtemberg Général d'armée |
| 612 |          | Grand-duc héritier Charles-Alexandre de Saxe-Weimar-Eisenach       | 1818-1901       | 14 juin 1838                                      | Grand-duc héritier de Saxe-Weimar-Eisenach Général d'armée dev. Grand-duc de Saxe-Weimar-Eisenach |
| 613 |          | Prince Alexandre Menchikov                                         | 1787-1869       | 30 septembre 1838                                 | Prince Menchikov Amiral de la flotte |
| 614 |          | Prince Michel Vorontsov                                            | 1782-1856       | 30 septembre 1838                                 | Prince Vorontsov Maréchal-général |
| 615 |          | Constantin                                                         | 1801-1869       | 24 décembre 1838                                  | Prince de Hohenzollern-Hechingen Général d'armée |
| 616 |          | Charles de Grolman                                                 | 1777-1843       | 18 janvier 1839                                   | Général d'armée |
| 617 |          | Philippe                                                           | 1779-1846       | 1er avril 1839                                    | Landgrave de Hesse-Hombourg |
| 618 |          | Archiduc Albert d'Autriche-Teschen                                 | 1817-1895       | 14 juillet 1839                                   | Archiduc d'Autriche et duc de Teschen Maréchal-général |
| 619 |          | Paul III                                                           | 1786-1866       | 7 décembre 1839                                   | Prince Esterházy de Galántha Ambassadeur d'Autriche au Royaume-Uni dev. Ministre des Affaires étrangères de Hongrie                                                                                                   |
| 620 |          | Grand-duc héritier Frédéric-François de Mecklembourg-Schwerin      | 1823-1883       | 9 janvier 1840                                    | Grand-duc héritier de Mecklembourg-Schwerin Général d'armée dev. Grand-duc de Mecklembourg-Schwerin |
| 621 |          | Guillaume de Krauseneck                                            | 1774-1850       | 18 janvier 1840                                   | Général d'armée |
| 622 |          | Christian VIII                                                     | 1786-1848       | 13 février 1840                                   | Roi de Danemark |
| 623 |          | Grand-duc héritier Frédéric-Guillaume de Mecklembourg-Strelitz     | 1819-1904       | 29 février 1840                                   | Grand-duc héritier de Mecklembourg-Strelitz Général d'armée dev. Grand-duc de Mecklembourg-Strelitz |
| 624 |          | Adolphe                                                            | 1817-1905       | 12 mars 1840                                      | Duc de Nassau dev. Grand-duc de Luxembourg |
| 625 |          | Charles de Kamptz, baron de Kamptz                                 | 1769-1849       | 24 mars 1840                                      | Ministre de la Justice de Prusse |
| 626 |          | Pierre de Pahlen                                                   | 1777-1864       | 5 avril 1840                                      | Comte de Pahlen Général d'armée |
| 627 |          | Prince Léopold de Bavière                                          | 1821-1912       | 25 juin 1840                                      | Prince de Bavière dev. Prince héritier de Bavière |
| 628 |          | Frédéric de Schilden, baron de Schilden                            | 1773-1851       | 25 juin 1840                                      | Grand-chambellan de Prusse |
| 629 |          | Comte Magnus de Brahe                                              | 1790-1844       | 30 juin 1840                                      | Comte de Brahe Maréchal du Royaume de Suède Lieutenant-général |
| 630 |          | Prince héritier Jean de Saxe                                       | 1801-1873       | 3 septembre 1840                                  | Prince héritier de Saxe dev. Roi de Saxe |
| 631 |          | Oldwig de Natzmer                                                  | 1782-1861       | 8 septembre 1840                                  | Général d'armée |
| 632 |          | Théodore de Schön                                                  | 1773-1856       | 10 septembre 1840                                 | Haut-président de Prusse-Orientale |
| 633 |          | Prosper-Louis                                                      | 1785-1861       | 15 octobre 1840                                   | Prince d'Arenberg et duc d'Aremberg |
| 634 |          | Henri                                                              | 1772-1854       | 15 octobre 1840                                   | Comte de Stolberg-Wernigerode Conseiller d'État |
| 635 |          | Philippe de Ladenberg                                              | 1760-1847       | 15 octobre 1840                                   | Ministre d'État Conseiller d'État |
| 636 |          | Prince héritier Frédéric de Danemark                               | 1808-1863       | 14 décembre 1840                                  | Prince héritier de Danemark dev. Roi de Danemark |
| 637 |          | Prince héritier Charles de Wurtemberg                              | 1823-1891       | 20 mai 1841                                       | Prince héritier de Wurtemberg dev. Roi de Wurtemberg |
| 638 |          | Prince Maximilien de Leuchtenberg                                  | 1817-1852       | 2 juin 1841                                       | Prince Romanowsky et duc de Leuchtenberg Général-adjudant |
| 639 |          | Hermann de Boyen                                                   | 1771-1848       | 18 juin 1841                                      | Ministre de la Guerre de Prusse Maréchal-général |
| 640 |          | Duc Bernard de Saxe-Weimar-Eisenach                                | 1792-1862       | 26 juin 1841                                      | Duc de Saxe-Weimar-Eisenach Général d'armée |
| 641 |          | Henri de Werther, baron de Werther                                 | 1772-1859       | 2 août 1841                                       | Ministre des Affaires étrangères de Prusse |
| 642 |          | Archiduc Ferdinand d'Autriche-Este                                 | 1781-1850       | 4 septembre 1841                                  | Archiduc d'Autriche Maréchal-général |
| 643 |          | Archiduc Charles-Ferdinand d'Autriche-Teschen                      | 1818-1874       | 4 septembre 1841                                  | Archiduc d'Autriche Maréchal-général |
| 644 |          | Archiduc Ferdinand d'Autriche-Este                                 | 1821-1849       | 4 septembre 1841                                  | Archiduc d'Autriche Maréchal-lieutenant |
| 645 |          | Prince Frédéric de Prusse                                          | 1831-1888       | 18 octobre 1841                                   | Prince de Prusse Maréchal-général dev. Prince héritier de Prusse dev. Empereur allemand dev. Roi de Prusse |
| 646 |          | Comte Ignace de Hardegg                                            | 1772-1848       | 28 octobre 1841                                   | Comte de Hardegg Président du Conseil de guerre d'Autriche Maréchal-lieutenant |
| 647 |          | Duc Maximilien en Bavière                                          | 1808-1888       | 20 novembre 1841                                  | Duc en Bavière Général d'armée |
| 648 |          | Albert de Saxe-Cobourg-Gotha                                       | 1819-1861       | 30 janvier 1842                                   | Prince consort du Royaume-Uni Maréchal-général |
| 649 |          | Prince Henri d'Orange-Nassau                                       | 1820-1879       | 8 février 1842                                    | Prince d'Orange-Nassau Amiral de la flotte |
| 650 |          | Pierre II                                                          | 1825-1891       | 12 mars 1842                                      | Empereur du Brésil |
| 651 |          | Prince Auguste-Frédéric du Royaume-Uni                             | 1773-1843       | 11 mai 1842                                       | Duc de Sussex |
| 652 |          | Comte Henri de Perponcher-Sedlnitsky                               | 1771-1856       | 16 juin 1842                                      | Comte de Perponcher-Sedlnitsky Ambassadeur des Pays-Bas en Prusse Général d'armée |
| 653 |          | Comte Pierre d'Essen                                               | 1772-1844       | 11 juillet 1842                                   | Comte d'Essen Général d'armée Conseiller d'État |
| 654 |          | Prince Ilarion Vassiltchikov                                       | 1777-1847       | 11 juillet 1842                                   | Prince Vassiltchikov Président du Conseil des ministres de Russie et Président du Conseil d'État de Russie Général d'armée Conseiller d'État                                                                          |
| 655 |          | Prince Alexandre Golitsyne                                         | 1777-1847       | 11 juillet 1842                                   | Prince Golitsyne Conseiller d'État |
| 656 |          | Louis de Vincke, baron de Vincke                                   | 1774-1844       | 22 août 1842                                      | Haut-président de Westphalie Conseiller d'État |
| 657 |          | Hans de Luck                                                       | 1775-1859       | 28 février 1843                                   | Général d'armée |
| 658 |          | Henri LXII                                                         | 1785-1854       | 11 avril 1843                                     | Prince de Reuss-Schleiz |
| 659 |          | Archiduc Étienne d'Autriche                                        | 1817-1867       | 16 août 1843                                      | Archiduc d'Autriche Lieutenant-général dev. Palatin de Hongrie |
| 660 |          | Comte Georges de Cancrin                                           | 1774-1845       | 18 octobre 1843                                   | Comte de Cancrin Ministre des Finances de Russie Général d'armée Conseiller d'État |
| 661 |          | Ernest d'Aster                                                     | 1778-1855       | 18 janvier 1844                                   | Général d'armée |
| 662 |          | Ernest de Pfuel                                                    | 1779-1866       | 18 janvier 1844                                   | Gouverneur de Berlin Général d'armée dev. Ministre-président de Prusse dev. Ministre de la Guerre de Prusse |
| 663 |          | Prince Guillaume de Hesse-Cassel                                   | 1787-1867       | 6 mars 1844                                       | Prince de Hesse-Cassel Général d'armée Prétendant au trône de Hesse |
| 664 |          | Ernest II                                                          | 1818-1893       | 23 mars 1844                                      | Duc de Saxe-Cobourg et Gotha Général d'armée |
| 665 |          | Duc Guillaume de Mecklembourg-Schwerin                             | 1827-1879       | 5 juin 1844                                       | Duc de Mecklembourg-Schwerin Lieutenant-général |
| 666 |          | Archiduc Joseph d'Autriche                                         | 1776-1844       | 14 août 1844                                      | Archiduc d'Autriche et palatin de Hongrie Maréchal-général |
| 667 |          | Archiduc Louis d'Autriche                                          | 1784-1864       | 14 août 1844                                      | Archiduc d'Autriche Lieutenant-général |
| 668 |          | Archiduc Frédéric d'Autriche-Teschen                               | 1821-1847       | 14 août 1844                                      | Archiduc d'Autriche Amiral de la flotte |
| 669 |          | Archiduc Guillaume d'Autriche                                      | 1827-1894       | 14 août 1844                                      | Archiduc d'Autriche Général d'armée |
| 670 |          | Archiduc François-Joseph d'Autriche                                | 1830-1916       | 14 août 1844                                      | Archiduc d'Autriche Maréchal-général dev. Empereur d'Autriche dev. Roi de Hongrie dev. Roi de Bohême |
| 671 |          | Guillaume de Dohna-Schlobitten, comte de Dohna-Schlobitten         | 1773-1845       | 2 septembre 1844                                  | |
| 672 |          | Prince Albert de Saxe                                              | 1828-1901       | 21 septembre 1844                                 | Prince de Saxe Maréchal-général dev. Prince héritier de Saxe dev. Roi de Saxe |
| 673 |          | Ferdinand II                                                       | 1816-1885       | 11 janvier 1845                                   | Roi de Portugal et des Algarves |
| 674 |          | Louis de Thile, comte de Thile                                     | 1781-1852       | 18 janvier 1845                                   | Ministre-principal de Prusse Général d'armée Conseiller d'État |
| 675 |          | Frédéric de Merckel                                                | 1775-1846       | 16 mai 1845                                       | Haut-président de Silésie Conseiller d'État |
| 676 |          | Léopold II                                                         | 1796-1851       | 17 juin 1845                                      | Prince de Lippe |
| 677 |          | Prince Ferdinand de Danemark                                       | 1792-1863       | 21 juin 1845                                      | Prince de Danemark Général d'armée dev. Prince héritier de Danemark |
| 678 |          | Caspar Droste de Vischering, baron de Vischering                   | 1770-1846       | 11 juillet 1845                                   | Évêque de Münster |
| 679 |          | Prince Adalbert de Bavière                                         | 1828-1875       | 23 août 1845                                      | Prince de Bavière Lieutenant-général |
| 680 |          | Comte Charles de Pappenheim                                        | 1771-1853       | 23 août 1845                                      | Comte de Pappenheim Maréchal-général |
| 681 |          | Comte Frédéric de Berg                                             | 1794-1874       | 18 avril 1846                                     | Comte de Berg Maréchal-général dev. Gouverneur-général de Finlande Conseiller d'État |
| 682 |          | Comte Charles-Louis de Ficquelmont                                 | 1777-1857       | 18 avril 1846                                     | Comte de Ficquelmont Général d'armée Ministre des Affaires étrangères d'Autriche dev. Ministre-président d'Autriche                                                                                                   |
| 683 |          | Prince Frédéric-Guillaume de Hesse-Cassel                          | 1790-1876       | 21 avril 1846                                     | Prince de Hesse-Cassel Général d'armée |
| 684 |          | Comte Emmanuel de Mensdorff-Pouilly                                | 1777-1852       | 30 septembre 1846                                 | Comte de Pouilly Général d'armée |
| 685 |          | Prince héritier Charles de Suède                                   | 1826-1872       | 1er décembre 1846                                 | Prince héritier de Suède et de Norvège dev. Roi de Suède dev. Roi de Norvège |
| 686 |          | Alexandre de Humboldt, de Humboldt                                 | 1769-1859       | 18 janvier 1847                                   | |
| 687 |          | Gustave Ier                                                        | 1781-1848       | 20 mars 1847                                      | Landgrave de Hesse-Hombourg Général d'armée |
| 688 |          | Prince Albert de Prusse                                            | 1837-1906       | 8 mai 1847                                        | Prince de Prusse Général d'armée |
| 689 |          | Archiduc Rainier d'Autriche                                        | 1783-1853       | 8 septembre 1847                                  | Archiduc d'Autriche Vice-roi de Lombardie-Vénétie |
| 690 |          | Comte Joseph Radetzky de Radetz                                    | 1766-1858       | 9 septembre 1847                                  | Comte de Radetz Maréchal-général |
| 691 |          | Prince Alexandre de Hesse-Darmstadt                                | 1823-1888       | 25 septembre 1847                                 | Prince de Hesse-Darmstadt Général d'armée |
| 692 |          | Albert Ier                                                         | 1777-1851       | 11 octobre 1847                                   | Prince de Sayn-Wittgenstein-Berlebourg |
| 693 |          | 1778-1849                                                          | 30 octobre 1847 | Ministre des Finances de Prusse Conseiller d'État | |
| 694 |          | Prince Gustave de Schleswig-Holstein-Gottorp                       | 1799-1877       | 2 novembre 1847                                   | Prince de Schleswig-Holstein-Gottorp et de Vasa Maréchal-lieutenant |
| 695 |          | Prince Georges de Saxe                                             | 1832-1904       | 29 novembre 1847                                  | Prince de Saxe Lieutenant-général dev. Prince héritier de Saxe dev. Roi de Saxe |
| 696 |          | Guillaume de Dörnberg, baron de Dörnberg                           | 1768-1850       | 18 janvier 1848                                   | Lieutenant-général |
| 697 |          | Ferdinand Ier                                                      | 1783-1866       | 11 novembre 1848                                  | Landgrave de Hesse-Hombourg Général d'armée |
| 698 |          | Charles-Antoine                                                    | 1811-1885       | 18 janvier 1849                                   | Prince de Hohenzollern-Sigmaringen Général d'armée dev. Ministre-président de Prusse |
| 699 |          | Comte Frédéric-Guillaume de Brandebourg                            | 1792-1850       | 18 octobre 1849                                   | Comte de Brandebourg Général d'armée dev. Ministre-président de Prusse |
| 700 |          | Frédéric de Wrangel, comte de Wrangel                              | 1784-1877       | 18 octobre 1849                                   | Maréchal-général |
| 701 |          | Georges Ier                                                        | 1796-1853       | 20 novembre 1849                                  | Duc de Saxe-Altenbourg |
| 702 |          | Duc Joseph de Saxe-Altenbourg                                      | 1789-1868       | 20 novembre 1849                                  | Duc de Saxe-Altenbourg |
| 703 |          | Prince Charles-François de Liechtenstein                           | 1790-1865       | 26 novembre 1849                                  | Prince de Liechtenstein Général d'armée |
| 704 |          | Duc héritier Georges de Saxe-Meiningen                             | 1826-1914       | 25 décembre 1849                                  | Duc héritier de Saxe-Meiningen Général d'armée dev. Duc de Saxe-Meiningen |
| 705 |          | Frédéric de Dohna-Schlobitten, comte de Dohna-Schlobitten          | 1784-1859       | 18 janvier 1850                                   | Maréchal-général |
| 706 |          | Christophe de Sethe                                                | 1767-1855       | 18 janvier 1850                                   | |
| 707 |          |                                                                    |                 |                                                   | |
| 728 |          | Prince Guillaume-Malte Ier de Putbus                               | 1783-1854       | 2 septembre 1852                                  | Prince de Putbus Lord-Maréchal de Suède Général d'armée |
| 729 |          | Prince Georges du Royaume-Uni                                      | 1819-1904       | 7 septembre 1852                                  | Duc de Cambridge Maréchal-général Pair du Royaume-Uni |
| 730 |          | Prince Frédéric de Hesse-Cassel                                    | 1819-1904       | 27 novembre 1852                                  | Prince de Hesse-Cassel Général d'armée Prétendant au trône de Hesse |
| 731 |          | Prince héritier Maximilien d'Autriche                              | 1832-1867       | 21 décembre 1852                                  | Prince héritier d'Autriche dev. Empereur du Mexique |
| 732 |          | Auguste Billet de Gaertringen, baron de Gaertringen                | 1772-1856       | 18 janvier 1853                                   | Général d'armée |
| 733 |          | Charles de Lehndorff, comte de Lehndorff                           | 1770-1854       | 18 janvier 1853                                   | Maréchal du Royaume de Prusse Lieutenant-général |
| 734 |          | François d'Assise de Bourbon                                       | 1822-1902       | 8 mars 1853                                       | Roi consort d'Espagne |
| 735 |          | Prince héritier Léopold de Belgique                                | 1835-1909       | 6 mai 1853                                        | Prince héritier de Belgique Général d'armée dev. Roi des Belges |
| 736 |          | Archiduc Charles-Louis d'Autriche                                  | 1833-1896       | 4 juin 1853                                       | Archiduc d'Autriche Maréchal-lieutenant dev. Prince héritier d'Autriche-Hongrie |
| 737 |          | Archiduc Joseph d'Autriche                                         | 1833-1905       | 4 juin 1853                                       | Archiduc d'Autriche et palatin de Hongrie Maréchal-lieutenant |
| 738 |          | Archiduc Ernest d'Autriche                                         | 1824-1899       | 4 juin 1853                                       | Archiduc d'Autriche Maréchal-lieutenant |
| 739 |          | Archiduc Rainier d'Autriche                                        | 1827-1913       | 4 juin 1853                                       | Archiduc d'Autriche Maréchal-lieutenant dev. Ministre-président d'Autriche |
| 740 |          | Duc Alexandre de Wurtemberg                                        | 1804-1881       | 4 juin 1853                                       | Duc de Wurtemberg Général d'armée |
| 741 |          | Prince Alfred de Windisch-Graetz                                   | 1787-1862       | 4 juin 1853                                       | Prince de Windisch-Graetz Maréchal-général |
| 742 |          | Comte Charles de Buol-Schauenstein                                 | 1797-1865       | 4 juin 1853                                       | Comte de Buol-Schauenstein Ministre-président d'Autriche Ministre des Affaires étrangères d'Autriche |
| 743 |          | Comte Eugène Wratislaw de Mitrowitz                                | 1786-1867       | 4 juin 1853                                       | Comte de Mitrowitz Maréchal-général |
| 744 |          | Baron Henri de Hess                                                | 1788-1870       | 4 juin 1853                                       | Baron de Hess Maréchal-général |
| 745 |          | Prince héritier François des Deux-Siciles                          | 1836-1894       | 7 juin 1853                                       | Prince héritier des Deux-Siciles dev. Roi des Deux-Siciles |
| 746 |          | Prince héritier Nicolas de Russie                                  | 1843-1865       | 20 septembre 1853                                 | Prince héritier de Russie Major-général |
| 747 |          | Ernest Ier                                                         | 1826-1908       | 22 novembre 1853                                  | Duc de Saxe-Altenbourg Général d'armée |
| 748 |          | Alexis Ier                                                         | 1829-1905       | 27 juin 1854                                      | Landgrave de Hesse-Philippstal-Barchfeld |
| 748 |          | Charles Ier                                                        | 1784-1854       | 28 juin 1854                                      | Landgrave de Hesse-Philippstal-Barchfeld |
| 750 |          | Pierre V                                                           | 1837-1861       | 24 juillet 1854                                   | Roi de Portugal et des Algarves |
| 751 |          | Prince héritier Louis de Portugal                                  | 1838-1889       | 24 juillet 1854                                   | Prince héritier de Portugal dev. Roi de Portugal et des Algarves |
| 752 |          | Duc héritier Frédéric d'Anhalt-Dessau                              | 1831-1904       | 29 novembre 1854                                  | Duc héritier d'Anhalt-Dessau-Köthen Lieutenant-général dev. Duc héritier d'Anhalt dev. Duc d'Anhalt |
| 753 |          | Frédéric-Charles de Savigny                                        | 1779-1861       | 20 janvier 1855                                   | Conseiller d'État |
| 754 |          | Henri LXVII                                                        | 1789-1867       | 28 février 1855                                   | Prince de Reuss-Schleiz Lieutenant-général |
| 755 |          | Alexandre III                                                      | 1845-1894       | 10 mars 1855                                      | Empereur de Russie Roi de Pologne |
| 756 |          | Jean de Geissel                                                    | 1796-1864       | 3 octobre 1855                                    | Cardinal Archevêque de Cologne |
| 757 |          | Prince Philippe de Belgique                                        | 1837-1905       | 7 octobre 1855                                    | Prince de Belgique Lieutenant-général dev. Prince héritier de Belgique |
| 758 |          | Duc Frédéric de Wurtemberg                                         | 1808-1870       | 15 octobre 1855                                   | Duc de Wurtemberg Général d'armée |
| 759 |          | Prince Alfred de Croÿ                                              | 1789-1861       | 17 janvier 1856                                   | Prince de Croÿ et duc de Croÿ |
| 760 |          | Ferdinand Ier                                                      | 1797-1873       | 17 janvier 1856                                   | Prince de Solms-Braunfels |
| 761 |          | Prince Guillaume de Radziwill                                      | 1797-1870       | 17 janvier 1856                                   | Prince de Radziwill Général d'armée |
| 762 |          | Frédéric de Grabow                                                 | 1783-1868       | 17 janvier 1856                                   | Général d'armée |
| 763 |          | Charles de Groeben                                                 | 1788-1876       | 17 janvier 1856                                   | Général d'armée |
| 764 |          | Albert d'Alvensleben, comte d'Alvensleben                          | 1794-1858       | 17 janvier 1856                                   | Ministre des Finances de Prusse |
| 765 |          | Otto de Manteuffel, baron de Manteuffel                            | 1805-1882       | 29 mars 1856                                      | Ministre-président de Prusse Ministre des Affaires étrangères de Prusse |
| 766 |          | Napoléon III                                                       | 1808-1873       | 30 avril 1856                                     | Empereur des Français |
| 767 |          | Duc Alexandre Colonna-Walewski                                     | 1810-1868       | 21 mai 1856                                       | Duc de Walewski Ministre des Affaires étrangères de France |
| 768 |          | Prince Vassili Dolgoroukov                                         | 1804-1868       | 2 juin 1856                                       | Prince Dolgoroukov Général d'armée Conseiller d'État |
| 769 |          | Prince Alexandre Gortchakov                                        | 1798-1883       | 18 juin 1856                                      | Prince Dolgoroukov Ministre des Affaires étrangères de Russie dev. Chancelier de Russie Conseiller d'État |
| 770 |          | Prince Guillaume de Bade                                           | 1829-1897       | 20 septembre 1856                                 | Prince de Bade Général d'armée |
| 771 |          | Alexis Ier                                                         | 1781-1866       | 17 janvier 1857                                   | Prince de Bentheim-Steinfurt |
| 772 |          | Auguste de Neumann-Cosel                                           | 1786-1865       | 18 janvier 1857                                   | Général d'armée |
| 773 |          | Georges-Guillaume                                                  | 1784-1860       | 15 avril 1857                                     | Prince de Schaumbourg-Lippe |
| 774 |          | Grand-duc Vladimir de Russie                                       | 1847-1909       | 22 avril 1857                                     | Grand-duc de Russie Général d'armée |
| 775 |          | Prince Napoléon-Jérôme Bonaparte                                   | 1822-1891       | 10 mai 1857                                       | Prince Napoléon Sénateur français Général de division |
| 776 |          | Comte Stéphane Apraxine                                            | 1792-1862       | 28 juillet 1857                                   | Comte Apraxine Général d'armée |
| 777 |          | Comte André Chouvalov                                              | 1802-1883       | 7 août 1857                                       | Comte Chouvalov Maréchal de la cour Conseiller d'État |
| 778 |          | Abdülmecid Ier                                                     | 1823-1861       | 21 novembre 1857                                  | Sultan ottoman Calife de l'islam |
| 779 |          | Henri de Wedell                                                    | 1784-1861       | 14 janvier 1858                                   | Général d'armée |
| 780 |          | Duc Antoine Severim de Noronha                                     | 1792-1860       | 8 mai 1858                                        | Duc de Terceire et marquis de Vilaflor Maréchal dev. Président du Conseil des ministres du Portugal |
| 781 |          | Henri de Wedell                                                    | 1784-1861       | 26 octobre 1858                                   | Général d'armée |
| 782 |          | Prince héritier Albert du Royaume-Uni                              | 1841-1910       | 22 décembre 1858                                  | Prince héritier du Royaume-Uni dev. Roi du Royaume-Uni dev. Empereur des Indes |
| 783 |          | Prince héritier Guillaume d'Orange-Nassau                          | 1840-1879       | 7 novembre 1859                                   | Prince héritier des Pays-Bas Général d'armée |
| 784 |          | Nassereddine Shah                                                  | 1831-1896       | 12 janvier 1860                                   | Empereur de Perse |
| 785 |          | Grand-duc Alexis de Russie                                         | 1850-1908       | 14 janvier 1860                                   | Grand-duc de Russie Grand-amiral Conseiller d'État |
| 786 |          | Léopold de Brese-Winiary                                           | 1787-1878       | 1er juillet 1860                                  | Général d'armée |
| 787 |          | Comte Bernard de Rechberg-Rothenlöwen                              | 1806-1899       | 2 août 1860                                       | Comte de Rechberg-Rothenlöwen Ministre-président d'Autriche Ministre des Affaires étrangères d'Autriche |
| 788 |          | Théodore Panyutin                                                  | 1790-1865       | 26 octobre 1860                                   | Général d'armée Conseiller d'État |
| 789 |          | Comte Paul Kisseleff                                               | 1788-1872       | 26 octobre 1860                                   | Comte Kisseleff Ambassadeur de Russie en France Général d'armée Conseiller d'État |